# تاريخ الشرق الأوسط

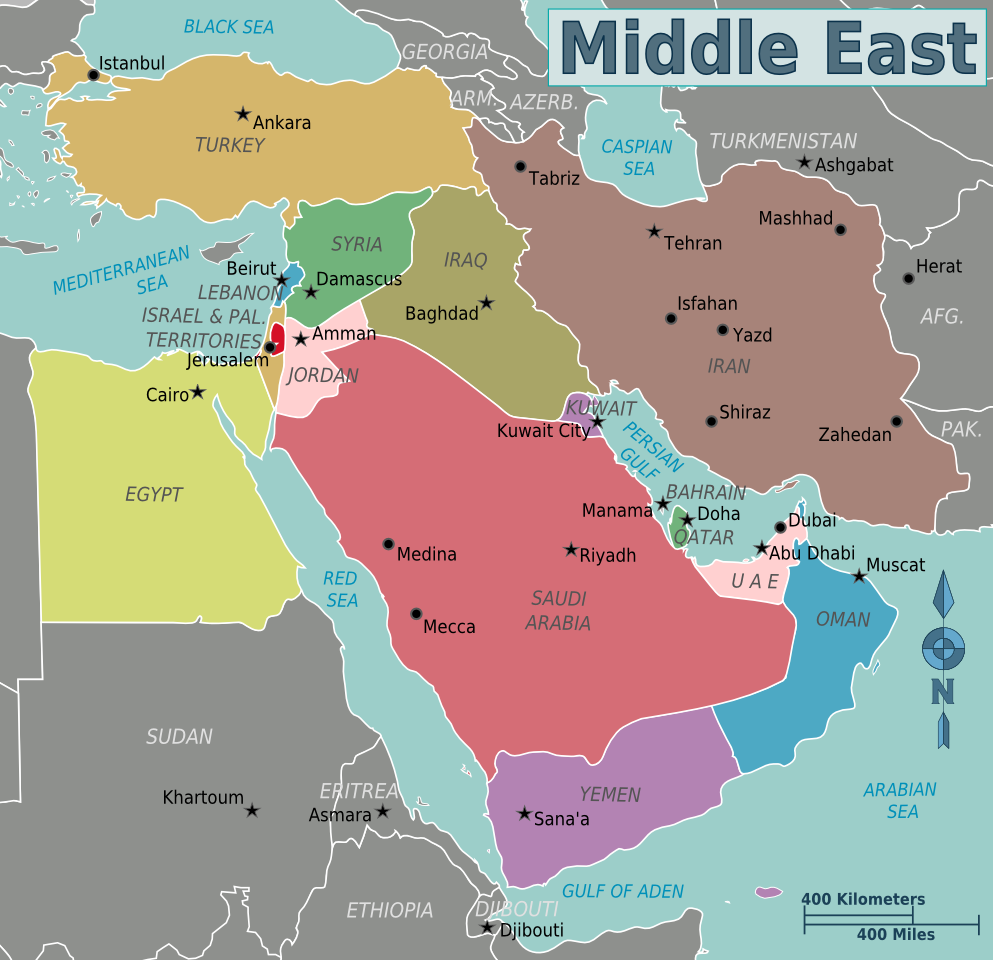
الخريطة السياسية المعاصرة للشرق الأوسط

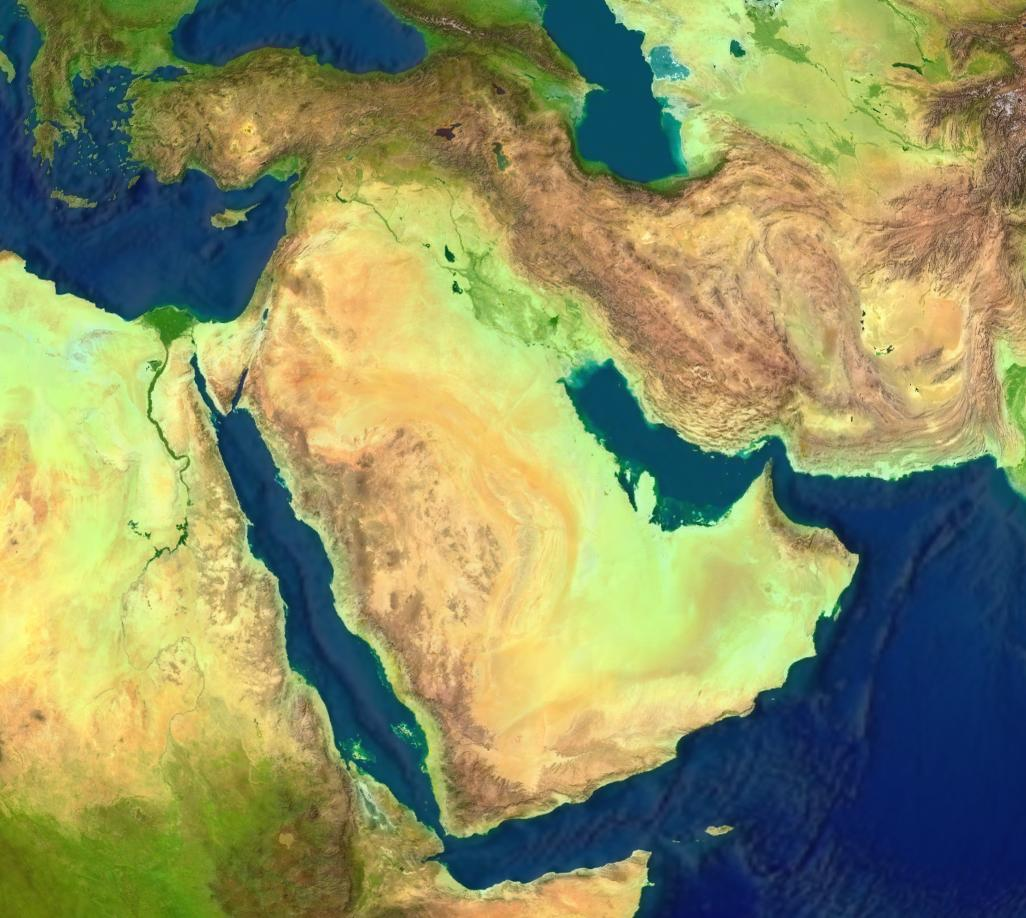
خريطة تبين أراضي الشرق الأوسط.

الشرق الأوسط (وأحيانا يسمى بالشرق الأدنى) مهد الحضارات وأصلها، شهد أقدم الثقافات في العالم. بدأ تاريخه مع بداية الاستيطان البشري، ونهضت عبره العديد من كبرى الإمبراطوريات قبل الإسلام وبعده إلى مايسمى حاليا بالدول القومية في الشرق الأوسط.
بدءًا من الألفية 5 ق.م، كان السومريون أول من اخترع أنظمة معقدة أطلق عليها اسم الحضارة. وبعدها التئمت الحضارة المصرية حوالي 3150 ق.م مع التوحيد السياسي لمصر العليا والسفلى بقيادة فرعونها الأول. كانت بلاد ما بين النهرين موطنًا للعديد من الإمبراطوريات القوية التي حكمت كامل الشرق الأوسط تقريبًا - لا سيما إمبراطوريتي الآشورية في 1365 - 1076 ق.م والآشورية الحديثة من 911 إلى 609 ق.م. ثم مع بداية القرن 7 ق.م وما بعدها بدأت سيطرة الميديين والميتانيون متبوعين بالإمبراطورية الأخمينية وغيرها من الإمبراطوريات الإيرانية التي توالت على المنطقة. وفي القرن 1 ق.م استحوذت الجمهورية الرومانية على كامل منطقة شرق البحر المتوسط، والتي شملت معظم الشرق الأدنى. ثم أتت الإمبراطورية الرومانية الشرقية المعروفة باسم الإمبراطورية البيزنطية فحكمت من البلقان حتى الفرات، واشتهرت بالتزامها بالديانة المسيحية، فنشات تدريجيا انقسامات دينية بين المذاهب التي فرضتها المؤسسة الحاكمة في القسطنطينية والمؤمنين بها في أجزاء كثيرة من الشرق الأوسط. هيمن البيزنطيون والساسانيون من بلاد فارس على كامل الشرق الأوسط من القرن الثالث حتى القرن 7 الميلادي حتى بروز العرب المسلمون القوة الجديدة التي هيمنت على تلك المنطقة بدءا من القرن 7. واستمرت هيمنتهم إلى منتصف القرن 11 مع وصول السلاجقة الأتراك. ثم اجتاحت المنطقة موجة جديدة من الغزاة أوائل القرن 13، فكانت جيوش إمبراطورية المغول ومعظمهم من الترك. وفي أوائل القرن 15 ظهرت سلطة جديدة في غرب الأناضول وهم الأمراء العثمانيين لسانهم تركي ويدينون بالإسلام. استولوا على القسطنطينية عاصمة بيزنطة المسيحية سنة 1453 وجعلوا أنفسهم سلاطين.
أصبحت أجزاء كبيرة من الشرق الأوسط ساحة حرب بين العثمانيين والصفويين الإيرانيين بدءا من أوائل القرن السادس عشر واستمرت قرون. بحلول سنة 1700 طرد العثمانيون من المجر، فتحول ميزان القوى على طول حدودها الغربية تدريجيا لصالح الغرب. حيث أرسى البريطانيون سيطرتهم على الخليج العربي، ثم وسع الفرنسيون نفوذهم في لبنان وسوريا. وفي سنة 1912 استولى الإيطاليون على ليبيا وجزر دوديكانيسيا قبالة سواحل الأناضول قلب الدولة العثمانية. وقد حاول حكام الشرق الأوسط في أواخر القرن التاسع عشر وأوائل القرن العشرين تحديث دولهم لتصبح أكثر تنافسية مع القوى الأوروبية. لقد نشأت نقطة تحول في تاريخ الشرق الأوسط عندما اكتشف النفط، أولاً في بلاد فارس سنة 1908 ثم في المملكة العربية السعودية (في 1938) ودول الخليج العربي الأخرى وكذلك في ليبيا والجزائر. أدى الاعتماد الغربي على نفط الشرق الأوسط وتراجع النفوذ البريطاني إلى تزايد الاهتمام الأمريكي بالمنطقة.
خلال عشرينيات وثلاثينيات وأربعينيات القرن العشرين اتخذت سوريا ومصر خطوات نحو الاستقلال. فترك البريطانيون والفرنسيون والسوفيت أجزاء كثيرة من الشرق الأوسط أثناء وبعد الحرب العالمية الثانية (1939-1945). بلغ الصراع بين العرب واليهود في فلسطين ذروته في خطة الأمم المتحدة لسنة 1947 لتقسيم فلسطين. وفي خضم توترات الحرب الباردة شهدت الدول الناطقة بالعربية في غرب آسيا وشمال إفريقيا صعود العروبة. لقد كان خروج القوى الأوروبية من السيطرة المباشرة على المنطقة وتأسيس إسرائيل والأهمية المتزايدة لصناعة النفط علامة على خلق الشرق الأوسط الحديث. في معظم دول الشرق الأوسط تم تقييد نمو اقتصادات السوق من خلال القيود السياسية والفساد والمحسوبية والإفراط في الإنفاق على مشاريع السلاح والهيبة والاعتماد المفرط على عائدات النفط. وتعد اقتصادات دول الخليج من أغنى الاقتصادات في المنطقة حيث دخل فرد الواحد وهي دول غنية بالنفط: قطر والكويت والبحرين والإمارات العربية المتحدة.
أتت حرب الأيام الستة 1967 ثم أزمة الطاقة في السبعينيات التي بدأت مع الحظر النفطي الذي فرضته منظمة أوبك سنة 1973 رداً على دعم الولايات المتحدة لإسرائيل في حرب أكتوبر، ساعدت تلك العوامل على بروز السلفية / الوهابية والثورة الإيرانية 1978-1979 وازدياد صعود الحركات الإسلامية والصحوة. ثم أتى سقوط الاتحاد السوفياتي سنة 1991 فتغير تركيز الأمن الدولي من الحرب الباردة إلى الحرب على الإرهاب. ثم اندلعت الموجة الثورية المعروفة باسم الربيع العربي ابتداءً من أوائل 2010 جالبة معها احتجاجات كبيرة وانتفاضات وثورات فأدى إلى سقوط عدد من أنظمة الشرق الأوسط والمغرب. وجائت الاشتباكات في غرب العراق في 30 ديسمبر 2013 للقضاء على تنظيم الدولة الإسلامية السنية.
يمكن استخدام مصطلح الشرق الأدنى جنبا إلى جنب مع مصطلح الشرق الأوسط ولكن بسياق مختلف، خاصة عند مناقشة الأزمنة القديمة وتاريخها، قد يكون له معنى محدود ألا وهو المنطقة الشمالية خاصة المناطق التاريخية التي تتحدث الآرامية سامية والمناطق المتاخمة للأناضول، والمميزة في الخرائط أدناه.

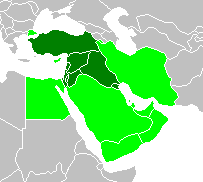
المحيط الأثري والتاريخي المحدود للشرق الأدنى الحديث
الشرق الأوسط ويشمل الشرق الأدنى

منطقة الساميون التاريخية، وحددت تقسيمات اللغات السامية قبل الإسلام، ومتناغمة جدا مع الصفيحة العربية. ليس قفط لغويا ولكن ثقافيا وسياسيا وتاريخيا، والتقسيم المهم جدا هنا هو بين الشمال والجنوب، وهي منعزلة نوعا ما عن بعضها البعض بسبب الصحراء العربية ذات الكثافة السكانية المنخفضة. ويتألف الشمال من بلاد ما بين النهرين وبلاد الشام التي تشكل الهلال الخصيب. بالإضافة إلى النيل الأسفل (أي مصر).

## نظرة عامة
يمكن اعتبار الشرق الأوسط هي منطقة غرب آسيا بالإضافة إلى مصر (لاتتبع مصر جغرافيا بلاد المغرب في شمال أفريقيا) ومع استبعاد القوقاز. وهي أول منطقة جرت فيها الثورة الزراعية (حوالي الألفية العاشرة قبل الميلاد)، وبها بدأ العصر البرونزي (حوالي 3300-1200 قبل الميلاد) والعصر الحديدي (حوالي 1200-500 قبل الميلاد).
من الناحية التاريخية كان البشر يميلون إلى الاستقرار حول المسطحات المائية، وقد انعكس ذلك في نمط الكثافة السكانية الحديثة. فأنظمة الري كانت في غاية الأهمية بالنسبة للشرق الأوسط الزراعي: فمصر لديها النيل السفلي، وبلاد الرافدين لديها نهري دجلة والفرات. اما في الشام فإن الزراعة فيها تعتمد على هطول الأمطار، مما أدى إلى تنوع في المحاصيل. وبما أن السفر كان أسرع وأسهل عن طريق البحر، فإن الحضارات على طول البحر الأبيض المتوسط مثل فينيقيا ثم الإغريق بعدها قد ساهمت في التجارة المتبادلة المكثفة. وبالمثل فإن اليمن القديم كان أكثر موائمة للزراعة عن باقي شبه الجزيرة العربية، وكانت له تعاملات تجارية بحرية قوية مع القرن الإفريقي، وبعض من سكانها هم ساميون. أما العرب العدنانيون فهم الذين يسكنون المناطق الصحراوية الأكثر جفافا في الشرق الأوسط، كلهم من الرعاة الرحل قبل أن يبدأ البعض في الاستقرار في مدن ذات سيادة، مع التوزيع الجغرافي اللغوي اليوم بين ضفتي الخليج العربي ونجد والحجاز في شبه الجزيرة، أيضًا في مناطق للبدو خارج شبه الجزيرة.
منذ العصور القديمة كان للشرق الأوسط عدة لغات مشتركة: الأكادية (القرن 14 ق.م إلى 8 ق.م) والآرامية (القرن 8 ق.م إلى القرن 8 م) واليونانية (القرن 4 ق.م - القرن 8 م)، والعربية (حوالي القرن 8 م إلى الآن). وفي الزمن الحالي فإن اللغة الإنجليزية لها تميزها بين الطبقات المتوسطة والعليا. وللعلم فإن اللغة العربية ليست شائعة في تركيا وإيران وإسرائيل، وكذلك فإن بعض اللهجات العربية تفتقر إلى الفهم المتبادل، مما يؤهلها بلهجاتها المتميزة من خلال معايير اللغة.
يعد الشرق الأوسط منبع الديانات الإبراهيمية والغنوصية ومعظم الديانات الإيرانية. في البداية كان السكان القدماء في المنطقة يتبعون ديانات عرقية مختلفة، ثم بدأ معظمهم يتحول تدريجيا في البداية إلى الديانة المسيحة (حتى قبل مرسوم ميلانو سنة 313 ميلادي) ثم إلى الإسلام (بعد انتشار الفتوحات الإسلامية خارج شبه الجزيرة بدءا من سنة 634 ميلادي) حتى يومنا هذا. ومع ذلك فإن الشرق الأوسط يتميز بما لديه من أقليات عرقية مسيحية، بالإضافة إلى اليهود المتمركزين في إسرائيل، وكذلك أتباع الديانات الإيرانية مثل اليزدانية والزرادشتية، وهناك بعض الإثنيات الدينية قليلة العدد مثل المندائيين والسامريون. ولا يزال الدين الدرزي مثيرا للجدل بعض الشيء ماإذا كان دينًا متميزًا أو مجرد جزء من الفرع الإسماعيلي للشيعة.

## ماقبل التاريخ

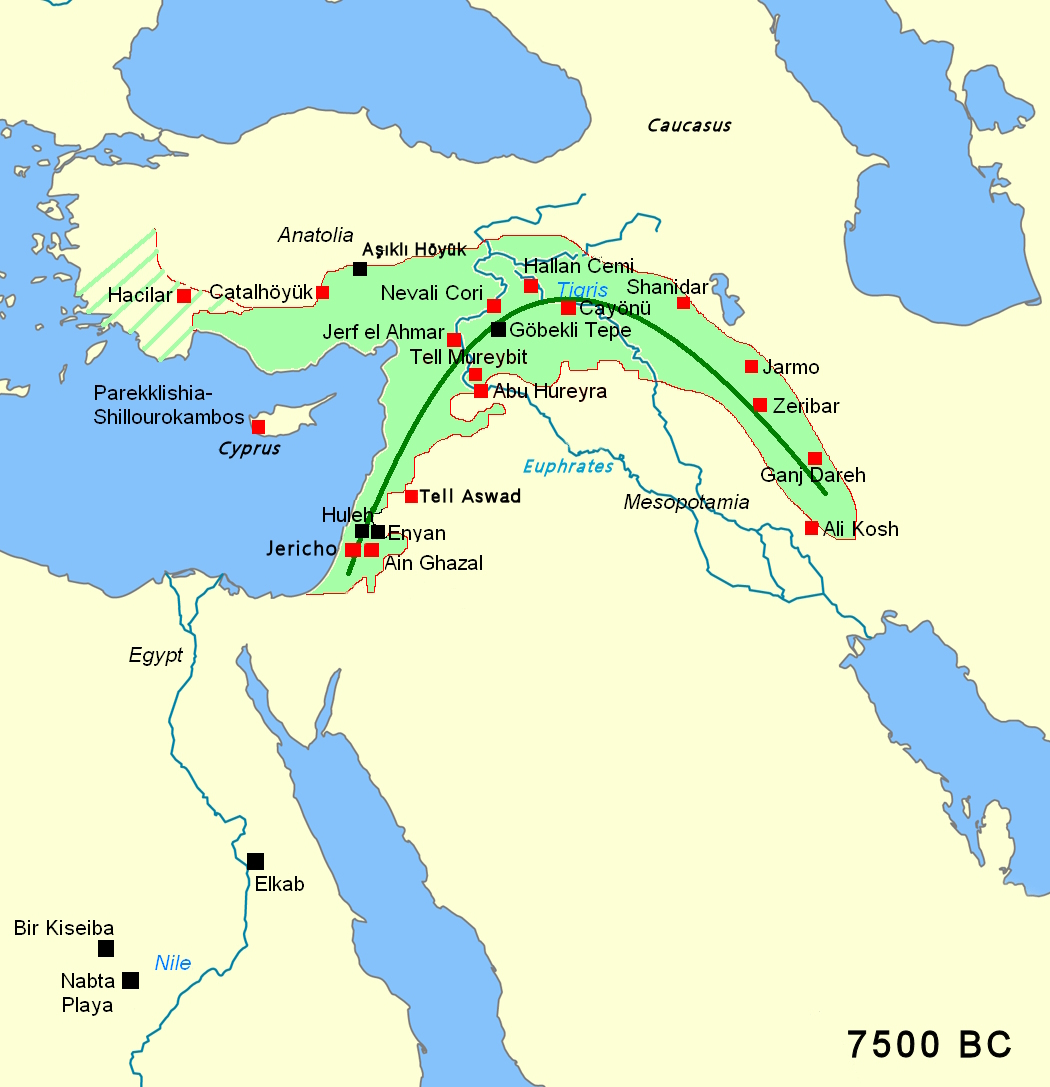
منطقة الهلال الخصيب حوالي 7500 ق.م، مع مواقع رئيسية من عصر حجري حديث ما قبل الفخاري. لم تسكن أي مجموعة بشرية في منطقة بلاد الرافدين بعد.

كانت الصفيحة العربية جزءاً من الصفيحة الأفريقية خلال دهر البشائر (حقبة الحياة القديمة) حتى فترة الأوليجوسين من حقبة الحياة الحديثة. وبدأ صدع البحر الأحمر في عصر الإيوسين ولكن انفصال الصفيحة العربية عن الأفريقية حدث في فترة الأوليجوسين، ومنذ ذلك الحين فإن الصفيحة العربية تتحرك ببطء نحو الصفيحة الأوراسية. فالاحتكاك بين الصفيحتين أدى إلى رفع جبال زاغروس في إيران. ولكن هذا الاحتكاك أو الاصطدام جعل العديد من المدن -خاصة الموجودة في جنوب شرق تركيا- في خطر الزلازل والتسونامي والبراكين، بسبب وجودها على الصفيحة العربية.
حدثت أول هجرات بشرية من أفريقيا عبر الشرق الأوسط، بالتحديد فوق الممر الشامي [الإنجليزية] حيث الإنسان المنتصب الحديث، أي حوالي 1.8 مليون سنة قبل الحاضر. إحدى الطرق المحتملة للهجرات البشرية المبكرة نحو جنوب وشرق آسيا هي إيران.
يعتقد أن مجموعة هابلوغروب J-P209 وهي أشهر مجموعة هابلوغروب (DNA) من الكروموسوم البشري Y هي حاليا في الشرق الأوسط، ونشأت في المنطقة قبل 31,700 سنة ± 12,800 سنة. يُعتقد أن المجموعتين الفرعيتين الحاليتين الرئيسيتين J-M267 وJ-M172 والتي تضم الآن جميع السكان تقريبا من مجموعة الهابلوغروب قد نشأت في وقت مبكر جدا، على الأقل قبل 10,000 سنة. ومع ذلك فقد اكتشف وجود كروموسومات Y-M89* و IJ-M429* في الهضبة الإيرانية.
هناك أدلة على وجود نقوش صخرية على طول مصاطب النيل وفي الواحات الصحراوية. في ألفية 10 ق.م حيث اظهرت انتقال ثقافة المجتمعات البدائية البرية وثقافة صيد الأسماك إلى ثقافة زراعة المحاصيل والغلة. بدأت التغيرات المناخية و / أو الرعي الجائر حوالي 6000 قبل الميلاد بتجفيف الأراضي الرعوية في مصر لتشكل الصحراء الكبرى. فهاجرت الشعوب القبلية المبكرة إلى نهر النيل حيث طورت اقتصاد زراعي مستقر ومجتمع أكثر مركزية.

## الشرق الأدنى القديم
يعتبر الشرق الأدنى القديم أول من مارس أنشطة زراعية مكثفة على مدار السنة وتجارة تدار بالعملة (على عكس المقايضة)، وأعطى بقية العالم أول نظام للكتابة، واخترع عجلة الفخار ثم العجلة الناقلة وعجلة الطحن، وأول من أنشأ حكومات مركزية وسن القوانين الحكومية، وتعتبر أول من أسس نظام الدولة المدينة بدرجة عالية من تقسيم العمل، فضلا عن وضع الأساس لعلم الفلك والرياضيات. ومع ذلك فقد أدخلت إمبراطورياتها أيضًا التقسيم الطبقي الصارم والعبودية والحروب المنظمة.

### سومر وأكد مهد الحضارات
نشأت الحضارة السومرية التي هي مهد الحضارات وأقدمها في بلاد ما بين النهرين (العراق) بمنطقة الشرق الأوسط، وكان ذلك حوالي 3500 قبل الميلاد. وازدهرت حضارة السومريون والأكاديون (الذين عرفوا فيما بعد بالبابليين والآشوريين) في هذه المنطقة. وتطورت دول المدن في جنوب بلاد ما بين النهرين خلال الألفية الرابعة قبل الميلاد. وهيمنت عليها المعابد التي مثل كهنتها الآلهة الراعية للمدن. وأبرز دولة-مدينة كانت سومر التي أعطت لغتها إلى المنطقة (أول لغة مكتوبة)، فأصبحت أول حضارة عظيمة للبشرية. وقد اتحدت مدن الجنوب حوالي 2340 ق.م بقيادة سرجون الكبير (حكم حوالي 2360-2305 ق.م) وأسس سلالة الأكادية أول إمبراطورية في العالم.
خلال هذه الفترة الزمنية عين سرجون الكبير ابنته إنخيدوانا كاهنة أعلى لإنانا في أور. كما ساعدت كتاباتها التي جعلتها أول مؤلف معروف في التاريخ بتعزيز موقف سرجون في المنطقة.

### مصر القديمة
بعد فترة وجيزة من بدء الحضارة السومرية، توحد وادي النيل في مصر السفلى والعليا تحت حكم الفراعنة حوالي 3150 ق.م تقريبا. منذ ذلك الحين شهدت مصر القديمة 3 حقب حضارية عالية، أو ما يسمى ب الممالك:
- المملكة القديمة (2686-2181).
- المملكة الوسطى (2055-1650).
- المملكة الحديثة (1550-1069).

علميا ينتهي تاريخ مصر القديمة في الفترة المتأخرة (664-332 ق.م) ثم يليه مباشرة تاريخ مصر في العصر الكلاسيكي بدءا بمصر البطالمة.

### الشام والأناضول
بعد ظهور المدنية والحضارة في بلاد مابين النهرين، بدأ تأثيرها بالانتشار بسرعة في الهلال الخصيب إلى الساحل الشرقي للبحر الأبيض المتوسط ثم في جميع أنحاء بلاد الشام، بالإضافة إلى الأناضول القديمة. فشملت الممالك والمدن الشرقية القديمة مثل مدينة إبلا ومدينة أوغاريت ومملكة آرام دمشق ومملكة إسرائيل ومملكة يهوذا ومملكة عمون ومملكة موآب ومملكة إدوم ومملكة الأنباط. ثم أتى الفينيقيون الذين لديهم العديد من دول المدن فسادت ثقافتهم التجارية البحرية مما مكنهم من تأسيس مدنًا استعمارية في حوض البحر الأبيض المتوسط وأبرزها قرطاج سنة 814 قبل الميلاد.

### الإمبراطورية الآشورية
كانت بلاد ما بين النهرين موطنًا للعديد من الإمبراطوريات القوية التي حكمت كامل الشرق الأوسط تقريبًا -وبالذات الإمبراطورية الآشورية في 1365 - 1076 ق.م والإمبراطورية الآشورية الحديثة سنوات 911-605 ق.م. وكانت في ذروتها من أكبر الإمبراطوريات التي شهدها العالم. حيث حكمت جميع العراق وسوريا ولبنان وإسرائيل وفلسطين والكويت والأردن ومصر وقبرص والبحرين ومساحات شاسعة من إيران وتركيا وأرمينيا وجورجيا والسودان والجزيرة العربية. فقد كان للإمبراطوريات الآشورية وبالذات الثالثة تأثير عميق ودائم على الشرق الأدنى. فقد كانوا قبل أن تنتهي هيمنتهم أعلى حضارة في العالم المعروف آنذاك. من بحر قزوين إلى قبرص، ومن الأناضول إلى مصر. فالتوسع الآشوري أدى إلى التواصل بين التجمعات البدوية والبربرية داخل مجالها فمنحتهم هدية للحضارة.

### الإمبراطوريات البابلية الحديثة والفارسية
سيطرت عدد من الدول الفارسية على المنطقة أوائل القرن 6 ق.م فصاعدا، بدءا من الميديين ثم عادت إلى الإمبراطورية البابلية الحديثة وهي غير فارسية، ثم خلفتها الإمبراطورية الأخمينية المعروفة باسم الإمبراطورية الفارسية الأولى، ولكنها تعرضت للغزو أواخر القرن 4 ق.م على يد إمبراطورية الإسكندر الأكبر المقدونية قصيرة العمر، ثم الممالك التي خلفته مثل مصر البطلمية والدولة السلوقية في غرب آسيا.
بعد قرن من التوقف بدأ البارثيون بإحياء الإمبراطورية الفارسية في القرن 3 ق.م واستمر بها خلفاءهم الساسانيين من القرن الثالث ميلادي. سيطرت هذه الإمبراطورية على أجزاء كبيرة من الجزء الآسيوي للشرق الأوسط واستمرت في التأثير على بقية منطقة آسيا والشرق الأوسط الأفريقية. في الفترة مابين القرن الأول ق.م. وحتى أوائل القرن السابع الميلادي هيمن كلا من الرومان والبارثيون ثم الساسانيون على المنطقة والتي غالبًا ما توجت بحروب فارسية رومانية على مدى القرون السبعة. واستحوذت كنيسة المشرق المسيحية على أشورستان التي حكمها الفارسيون خاصة في بلاد أشور منذ القرن الأول الميلادي، وأصبحت المنطقة مركزًا لتقليد أدب سرياني - آشوري. حتى ظهر المسلمين في منتصف القرن السابع الميلادي وفتحهم بلاد فارس.

### الإمبراطورية الرومانية والإغريق

الإمبراطورية الرومانية في أقصى امتداد لها تحت حكم تراجان، سنة 117 م

امتدت الجمهورية الرومانية حتى استحوذت على كامل منطقة شرق البحر المتوسط في القرن 1 ق م. فوحدت الإمبراطورية المنطقة مع معظم أوروبا وشمال أفريقيا في وحدة سياسية واقتصادية واحدة. حتى المناطق التي لم تنضم إليها إلا أنها كانت تحت تأثير الإمبراطورية التي أضحت أقوى كيان سياسي وثقافي لعدة قرون. على الرغم من انتشار الثقافة الرومانية في جميع أنحاء المنطقة، إلا أن ثقافة الإغريق ولغتها اللتين نشرتهما الإمبراطورية المقدونية في المنطقة لازالت مهيمنة طوال العصر الروماني. وأصبحت مدن في الشرق الأوسط مثل الإسكندرية مراكز حضرية رئيسية للإمبراطورية وأصبحت المنطقة «سلة غذاء» للإمبراطورية بالمنتجات الزراعية الوفيرة. وأضحت مقاطعة مصر في ذلك الوقت من أكثر المقاطعات الرومانية ثراءً.

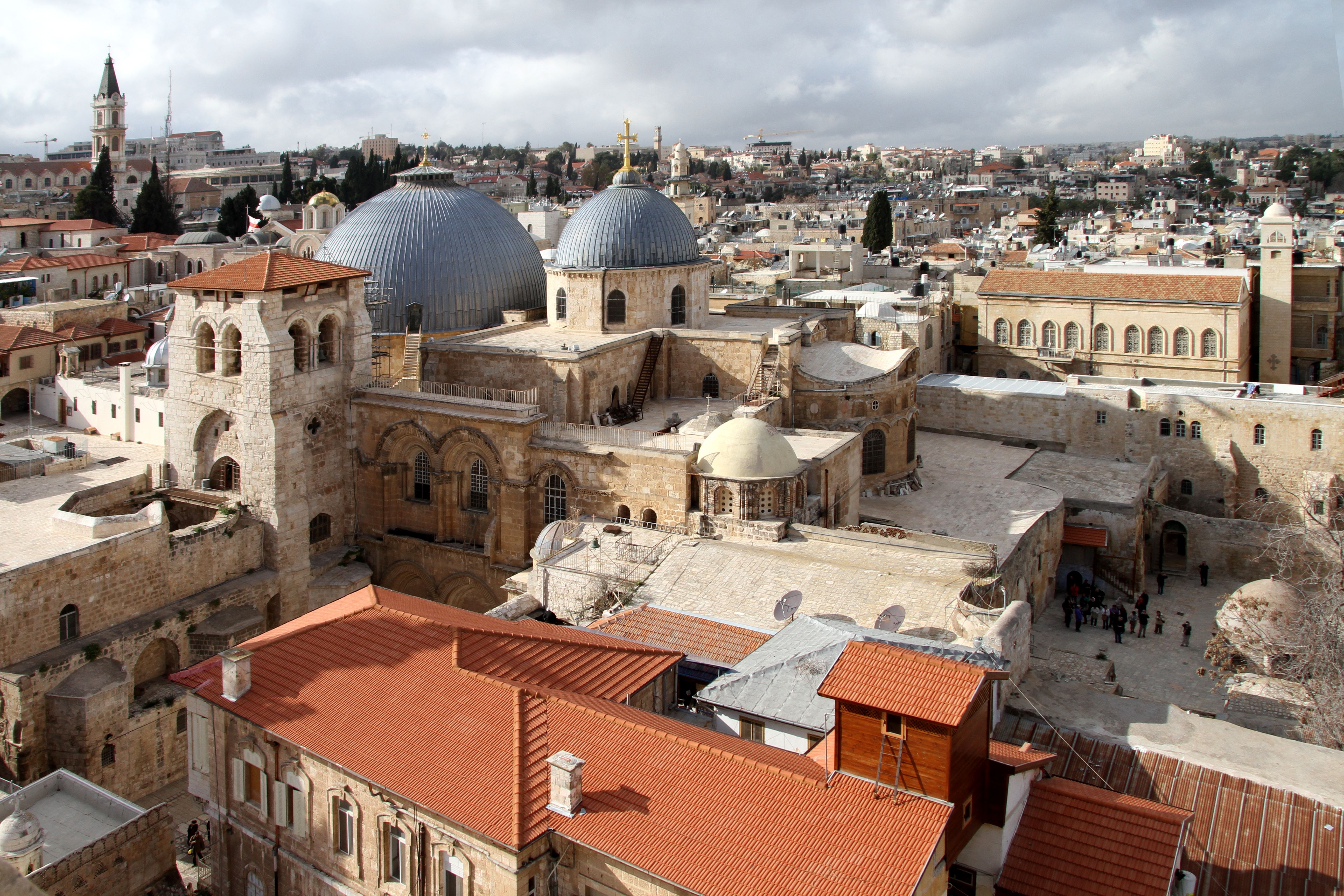
كنيسة القيامة في القدس: تعتبر القدس مهد المسيحية.

مع انتشار الدين المسيحي في جميع أنحاء الإمبراطوريات الرومانية والفارسية وترسخ جذورها في الشرق الأوسط، بحيث أصبحت مدن مثل الإسكندرية وإيديسا مراكز مهمة للعلم المسيحي. بحلول القرن الخامس كانت المسيحية هي الديانة السائدة في الشرق الأوسط، حيث قمعت باقي الديانات الأخرى بقوة (بما في ذلك الطوائف المسيحية المهرطقة). وقطع الشرق الأوسط علاقاته بمدينة روما تدريجياً مع انقسام الإمبراطورية إلى شرق والغرب، فارتبط الشرق الأوسط بالقسطنطينية العاصمة الرومانية الجديدة. وبالتالي فإن سقوط الإمبراطورية الرومانية الغربية لاحقا لم يكن له تأثير قوي على المنطقة.

### الإمبراطورية البيزنطية (الإمبراطورية الرومانية الشرقية)
الإمبراطورية الرومانية الشرقية المعروفة باسم الإمبراطورية البيزنطية حكمت من البلقان إلى الفرات، أصبحت تُعرَّف بشكل متزايد بدينها وتزمتها العقائدي، فنشأت تدريجيا انقسامات بين المذاهب التي فرضتها المؤسسة الحاكمة في القسطنطينية والمؤمنين في أجزاء كثيرة من الشرق الأوسط. أصبحت اللغة اليونانية بحلول هذا الوقت اللغة المشتركة للمنطقة، بالرغم من استمرار وجود عرقيات أخرى مثل السريان. عاشت بلاد الشام تحت الحكم البيزنطي/اليوناني بحقبة من الاستقرار والازدهار.

## الشرق الأوسط القروسطي

### ما قبل الإسلام
انقسم الشرق الأوسط في القرن الخامس إلى دول صغيرة وضعيفة. وكانت أقوى تلك الدول الإمبراطورية الساسانية الفارسية وهي الآن إيران والعراق، والإمبراطورية البيزنطية في الأناضول (تركيا الحديثة). خاض البيزنطيون والساسانيون ضد بعضهم البعض حروبا انعكاساً لما جرى بالسابق بين الإمبراطورية الرومانية والفارسية خلال القرون الخمس الماضية. كما انعكس التنافس البيزنطي-الساساني من خلال ثقافاتهم ودياناتهم. فاعتبر البيزنطيون أنفسهم حماة الهلنسية والمسيحية. وفي ذات الوقت اعتبر الساسانيون أنفسهم حماة التقاليد الإيرانية والسامية القديمة والديانة الفارسية التقليدية الزرادشتية.

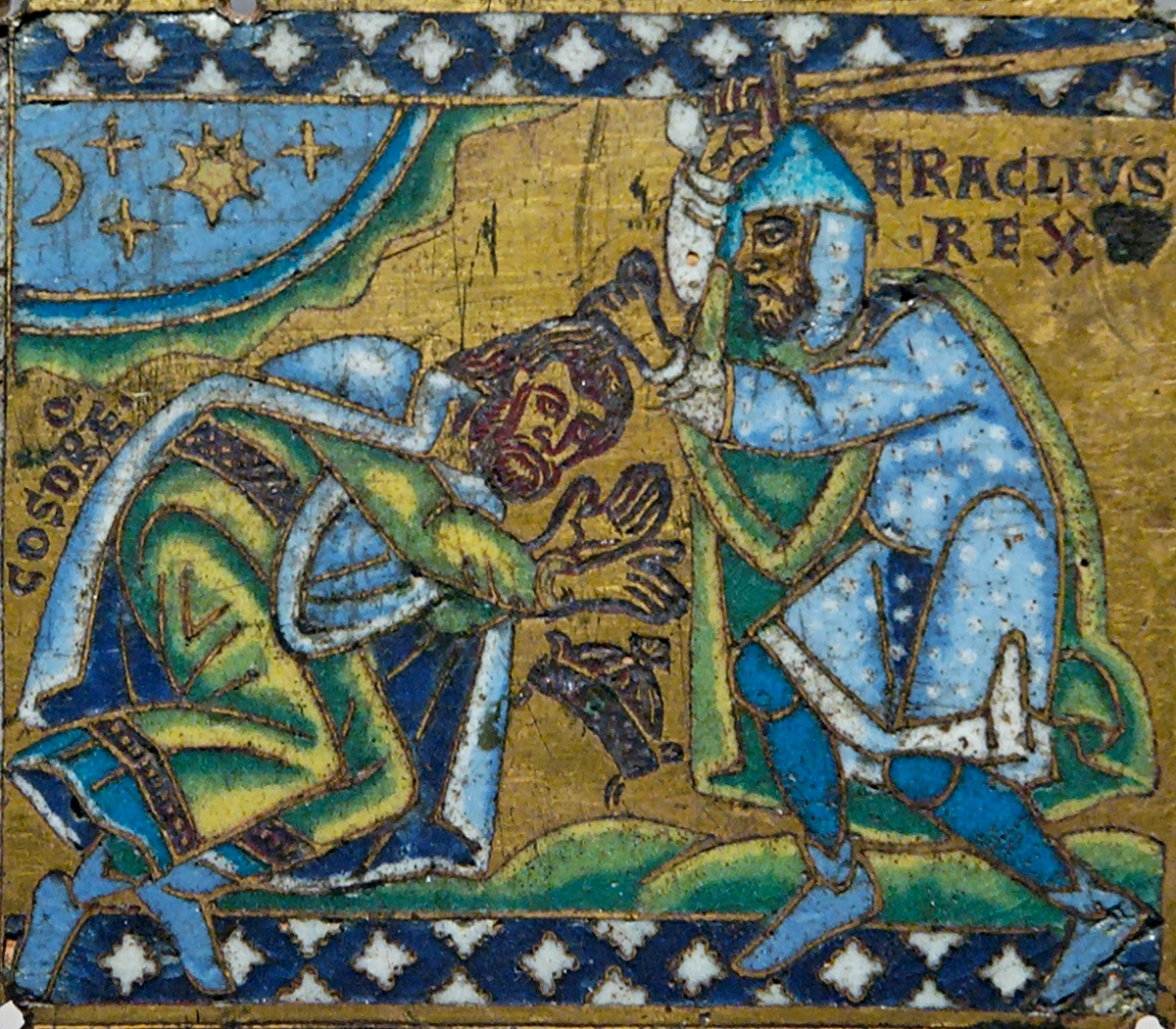
لوحة من أواخر القرن الثاني عشر تبين الملك الساساني كسرى الثاني خاضعا للإمبراطور البيزنطي هرقل.

لعبت الجزيرة العربية دوراً في صراع القوى بين البيزنطيين والساسانيين. وبينما تحالفت بيزنطة مع مملكة أكسوم في القرن الأفريقي، ساعدت الإمبراطورية الساسانية مملكة حمير في اليمن. وهكذا فإن الصدام بين مملكتي أكسوم وحمير سنة 525 كشف عن الصراع على النفوذ بين بيزنطة وبلاد فارس من أجل السيطرة على تجارة البحر الأحمر. فسرعان ماشاعت الحروب الإقليمية، حيث كان البيزنطيون والساسانيون يتقاتلون على أعالي بلاد مابين النهرين وأرمينيا والمدن الرئيسية التي تسهل التجارة بين الجزيرة العربية والهند والصين. فاستمرت بيزنطة مسيطرة على أراضي الإمبراطورية الرومانية الشرقية في الشرق الأوسط. وأضيفت إليها الأناضول وسوريا ولبنان وفلسطين ومصر بدءا من 527. ولكن الساسانيون غزوا دمشق ومصر في سنة 603. وتمكن الإمبراطور هرقل من صد تلك الغزوات، وفي عام 628 استبدل الملك الساساني الكبير بإبنه قباد الثاني وهو أكثر سلاسة. لكن القتال أضعف الدولتين، تاركا المسرح مفتوحا لقوة جديدة.
هيمنت القبائل البدو على الصحراء العربية، حيث كانوا يعبدون الأصنام وبقوا في عشائر صغيرة مرتبطة ببعضها البعض عن طريق المصاهرة. وكان التوسع الحضري والزراعة محدودة في شبه الجزيرة العربية باستثناء بعض المناطق القريبة من الساحل. كانت مدينتي مكة والمدينة (التي كانت تسمى آنذاك يثرب) محطتين هامتين للتجارة بين إفريقيا وأوراسيا. كانت التجارة محورية في حياة أهل المدينة، حيث كان معظم السكان تجارًا. ومع ذلك فقد رأى بعض العرب أنه من المناسب الهجرة إلى المناطق الشمالية من الهلال الخصيب وهي منطقة خضعت لفارس وسميت لموقعها بين نهري دجلة والفرات ومنحتهم أرضًا خصبة. وشمل ذلك قبائل بأكملها مثل اللخميين في منطقة ضعيفة السيطرة في الإمبراطورية الساسانية، والغسانيين في منطقة مماثلة داخل الأراضي البيزنطية؛ قدمت هذه الوحدات السياسية ذات الأصل العربي استقراراً مفاجئاً ونادراً في المنطقة ومنحت سكان الجزيرة العربية اتصالات إضافية بالعالم الخارجي. وكانت عاصمة المناذرة الحيرة إحدى مراكز المسيحية وكان الحرفيون اليهود والتجار والمزارعون شائعين في غرب الجزيرة العربية كما كان الرهبان المسيحيون في وسطها. وهكذا لم تكن تلك المنطقة في حقبة ماقبل الإسلام غريبة على الأديان الإبراهيمية أو التوحيد.

### الخلافة الإسلامية

منطقة الخلافة الاسلامية
توسع الدولة الإسلامية في عهد النبي محمد، 1-11هـ/622-632
توسع الدولة الإسلامية في عهد الخلفاء الراشدين، 11-40هـ/632-661
توسع الدولة الإسلامية في عهد الخلفاء الأمويين، 41-132هـ/661-750

في حين أن الإمبراطوريتين البيزنطية الرومانية والساسانية الفارسية قد أنهكتهما الحرب (602-628) برزت قوة العرب بدينهم الإسلامي الجديد في الشرق الأوسط. فجرت سلسلة من الفتوحات الإسلامية السريعة، اجتاحت فيها الجيوش العربية بقيادة قادة العسكريين مهرة مثل خالد بن الوليد معظم أنحاء الشرق الأوسط، فاستولت على أكثر من نصف الأراضي البيزنطية وغطت الأراضي الفارسية بالكامل. وفي الأناضول لم يتمكنوا من فتح القسطنطينية (717-18) بعد حصارها بعد مساعدة البلغار للبيزنطيين.
إلا أن الأقاليم البيزنطية مثل سوريا الرومانية وشمال إفريقيا وصقلية لم تستطع مقاومة تلك الحروب، فاجتاح الفاتحون المسلمون تلك المناطق. وفي أقصى الغرب عبروا المضيق عن طريق القوط الغربيين لهسبانيا قبل توقفهم في جنوب فرنسا في معركة بلاط الشهداء أمام الفرنجة. كانت الخلافة الأموية في أقصى امتدادها هي الإمبراطورية الأولى التي سيطرت على كامل الشرق الأوسط، وكذلك ثلاثة أرباع منطقة البحر الأبيض المتوسط، وهي الإمبراطورية الوحيدة إلى جانب الإمبراطورية الرومانية التي سيطرت على معظم البحر الأبيض المتوسط. فالخلافة العربية في العصور الوسطى هي التي وحّدت الشرق الأوسط برمته وجعلته منطقة متميزة وصنعت له هوية عرقية مهيمنة لاتزال قائمة إلى اليوم. ثم أتى السلاجقة بعدها فهيمنوا على المنطقة.
أصبح جزء كبير من شمال أفريقيا مناطق هامشية بالنسبة إلى المراكز الإسلامية الرئيسية في الشرق الأوسط. ولكن سرعان مانفصلت إيبيريا (الأندلس) والمغرب عن هذه السيطرة البعيدة وأسست واحدة من أكثر المجتمعات تقدمًا في العالم في ذلك الوقت في شرق البحر الأبيض المتوسط إلى جانب بغداد. وكانت إمارة صقلية واحدة من المراكز الرئيسية للثقافة الإسلامية في البحر الأبيض المتوسط في سنوات 831-1071. وبعد غزو النورمان لها طورت الجزيرة ثقافتها المتميزة مع انصهار التأثيرات العربية والغربية والبيزنطية. وأضحت باليرمو مركزًا فنيًا وتجاريًا رائدًا في البحر الأبيض المتوسط في العصور الوسطى.
حين بدأت إفريقيا تنتعش حيث بدأت الدول الأكثر تنظيماً ومركزية تتشكل في العصور الوسطى التالية بعد عصر النهضة في القرن الثاني عشر. إلا أنه وبدافع الدين والغزو أطلق ملوك أوروبا عددا من الحملات الصليبية في محاولة لإضعاف القوة الإسلامية واستعادة الأراضي المقدسة. ومع أن الحروب الصليبية لم تكن ناجحة ولكنها كانت شديدة التأثير في إضعاف الإمبراطورية البيزنطية المهتزة أصلاً. كما أعادوا ترتيب توازن القوى في العالم الإسلامي مع عودة مصر مرة أخرى قوة كبرى.

### الثقافة الإسلامية وعلومها

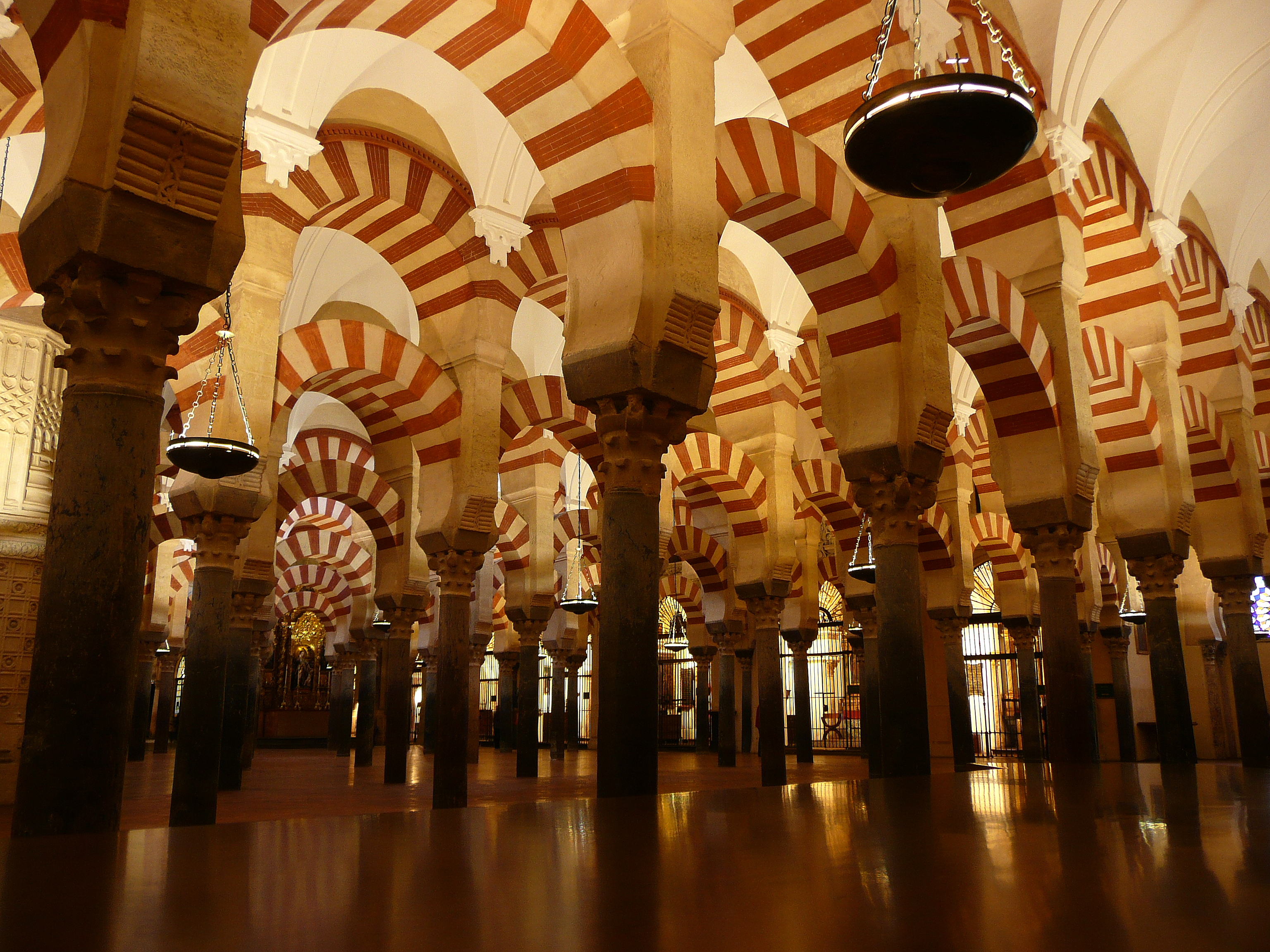
الجزء الداخلي من مسجد قرطبة السابق وتظهر أقواسه المتميزة.

لعب الإسلام دوراً سيادياً في ثقافة الشرق الأوسط وكان له تأثير على التعليم والعمارة وانحسار وبروز الثقافات. فعندما جاء الرسول محمد بالإسلام، نهضت ثقافة الشرق الأوسط وألهمت الإنجازات في العمارة وإحياء العلوم والتقنيات القديمة المتقدمة، وبدا تشكيل نمط حياة متميز. واعتمد الإسلام في المقام الأول على أركانه الخمس. وقد بنيت المساجد بهندسة رائعة مما انشئت شكلا متميزا من الهندسة المعمارية. ومن أشهر المساجد ذات بناء هندسي جميل المسجد الأقصى ومسجد قرطبة السابق. لقد وحد الإسلام الشرق الأوسط وساعد الإمبراطوريات على الإستقرار السياسي. ونشر الدعاة والمجاهدين الدين من الجزيرة العربية إلى شمال السودان وأفريقيا السوداء وجنوب وجنوب شرق آسيا. وهذا خلق مزيج من الثقافات لا سيما في أفريقيا، من السكان الموالي. على الرغم من أن الموالي قد تعرضوا للتمييز من الأمويين، إلا إنهم حصلوا على قبول واسع من العباسيين وكان ذلك بسبب تحول أعداد غفيرة من الشعوب الأجنبية نحو الإسلام. وعومل «أهل الكتاب» أو أهل الذمة بمعاملة جيدة؛ هؤلاء الأشخاص إما مسيحيين أو يهود أو هندوس أو زرادشتيين. ومع ذلك فقد أتت الحروب الصليبية بفكر جديد في الإمبراطوريات الإسلامية، بأن اعتقدوا أن الأفكار غير الإسلامية هي افكار غير أخلاقية أو دونية.
انطلقت الثقافة العربية في العصر العباسي الأول بالرغم من مشاكلها السياسية السائدة. فأنقذ المسلمون العلوم الإغريقية ونشروها في الطب والجبر والهندسة وعلم الفلك وعلم التشريح وعلم الأخلاق والتي عادت مرة أخرى إلى أوروبا الغربية. فحفظت أعمال أرسطو وجالينوس وأبقراط وبطليموس وإقليدس وانتشرت في جميع أنحاء العالم الإسلامي (ومن ثم إلى أوروبا). اكتشف علماء المسلمين أيضا نظام العد الهندي العربي في فتوحاتهم لجنوب آسيا. وسمح استخدام هذا النظام في المؤسسات التجارية والمالية الإسلامية بتعزيزه في جميع أنحاء العالم في نهاية الأمر؛ وكان نظام الأرقام هذا حاسماً في الثورة العلمية لأوروبا. وأصبح المفكرون المسلمون خبراء في الكيمياء والبصريات وفن رسم الخرائط أثناء الخلافة العباسية. وتفوقت العمارة العباسية على العمارة الأموية، فالمساجد أكبر وأكثر فخامة. وتطور الأدب الفارسي معتمدا على القيم الأخلاقية، وأُدرج علم الفلك في الفن. ووجد الكثير من تلك العلوم طريقها إلى الغرب. كان هذا صحيحًا خصوصا خلال الحملات الصليبية، حيث أخذ الصليبيون معهم الكنوز الإسلامية والأسلحة وطرق العلاج الطبي.

### السلاجقة والصليبيون والمغول
انتهت هيمنة العرب بشكل مفاجئ في منتصف القرن 11 مع وصول السلاجقة الأتراك الذين اتوا من جنوب بلاد الترك في آسيا الوسطى. فاحتلوا فارس والعراق (استولوا على بغداد سنة 1055) وسوريا وفلسطين والحجاز. ولكن بقيت مصر في يد الخلافة الفاطمية حتى سنة 1169 عندما سقطت في يد الأيوبيون.
على الرغم من خسائر الإمبراطورية المسيحية البيزنطية الإقليمية الضخمة في القرن السابع، إلا أنها استمرت في كونها قوة عسكرية واقتصادية قوية في البحر الأبيض المتوسط، فمنعت التوسع العربي في معظم أوروبا. ولكن هزيمتها أمام السلاجقة في معركة ملاذكرد في القرن 11 الذين استقروا في الأناضول كانت علامة فاصلة للسلطة البيزنطية. فقد حكم السلاجقة معظم منطقة الشرق الأوسط على مدى المائتي سنة التالية، لكن إمبراطوريتهم سرعان ما انفصلت إلى عدد من السلطنات الأصغر.
انتعشت أوروبا الغربية المسيحية انتعاشًا اقتصاديًا وسكانيًا ملحوظًا في القرن الحادي عشر بعد أن كانت في الحضيض في القرن السابع. فسمح تشظي الشرق الأوسط للقوات المشتركة المكونة أساسا من إنجلترا وفرنسا والإمبراطورية الرومانية المقدسة حديثة النشأة بالدخول إلى المنطقة. ففي سنة 1095 استجاب البابا أوربان الثاني لمناشدات الإمبراطورية البيزنطية المتداعية واستدعى الطبقة الأرستقراطية الأوروبية لاستعادة الأرض المقدسة لأجل المسيحية. فاستولت جيوش الحملة الصليبية الأولى على القدس سنة 1099 وأسسوا مملكة القدس التي استمرت حتى سنة 1187 عندما استعاد صلاح الدين المدينة. وتمكنت ممالك صليبية أصغر من البقاء حتى القضاء على آخرها سنة 1291.

#### حكم المغول
انتهت الخلافة العباسية بعد اجتياح المغول لبغداد وقتلهم الخليفة سنة 1258، وضمهم أراضيها إلى الإمبراطورية المغولية باستثناء مصر المملوكية وأغلبية جزيرة العرب. وعندما توفي مونكو خان خاقان (الخان العظيم) الإمبراطورية المغولية سنة 1259 توقفت غزوات هولاكو التوسعية، حيث اضطر إلى العودة إلى العاصمة المغولية قراقورم لانتخاب خاقان جديد. فنتجت عن غيابه هزيمة قاسية للمغول أمام مماليك مصر في معركة عين جالوت سنة 1260. ثم بدأت المشاكل بالظهور عندما أصبح المغول غير قادرين على التوصل إلى اتفاق حول من الذي ينتخب الخاقان الجديد. بالإضافة إلى ذلك حدث تصادم مجتمعي بين التقليديين الذين كانوا يرغبون في الاحتفاظ بثقافتهم البدوية وأولئك الذي توجهوا نحو الاستقرار الزراعي. كل هذا أدى إلى انقسام الإمبراطورية سنة 1260. واستحوذ هولاكو على منطقة الشرق الأوسط وجعلها إلخانية مستقلة، والتي شملت معظم أرمينيا والأناضول وأذربيجان والعراق وإيران.
ثم بدأ المغول بالتضعضع بدءا من سنة 1335 فحلت الفوضى بجميع أنحاء الإمبراطورية مما نتج عنه سقوط الأتراك السلاجقة. وفي 1401 عانت المنطقة من الغزوات التركية-المغولية، ثم تيمورلنك وغاراته الشرسة. بحلول ذلك الوقت نشأت مجموعة تركية أخرى واسمهم العثمانيين. مقرهم في الأناضول، بحلول سنة 1566 غزا العثمانيون منطقة عراق العجم والبلقان واليونان وبيزنطة ومعظم مصر ومعظم شمال أفريقيا وأجزاء من الجزيرة العربية فوحدتهم تحت اسم الدولة العثمانية. كان حكم السلاطين العثمانيين بمثابة نهاية عصر القرون الوسطى أو (ما بعد الكلاسيكي) في الشرق الأوسط.

## الحقبة الحديثة المبكرة للشرق الأوسط

### الدولة العثمانية (1299–1918)

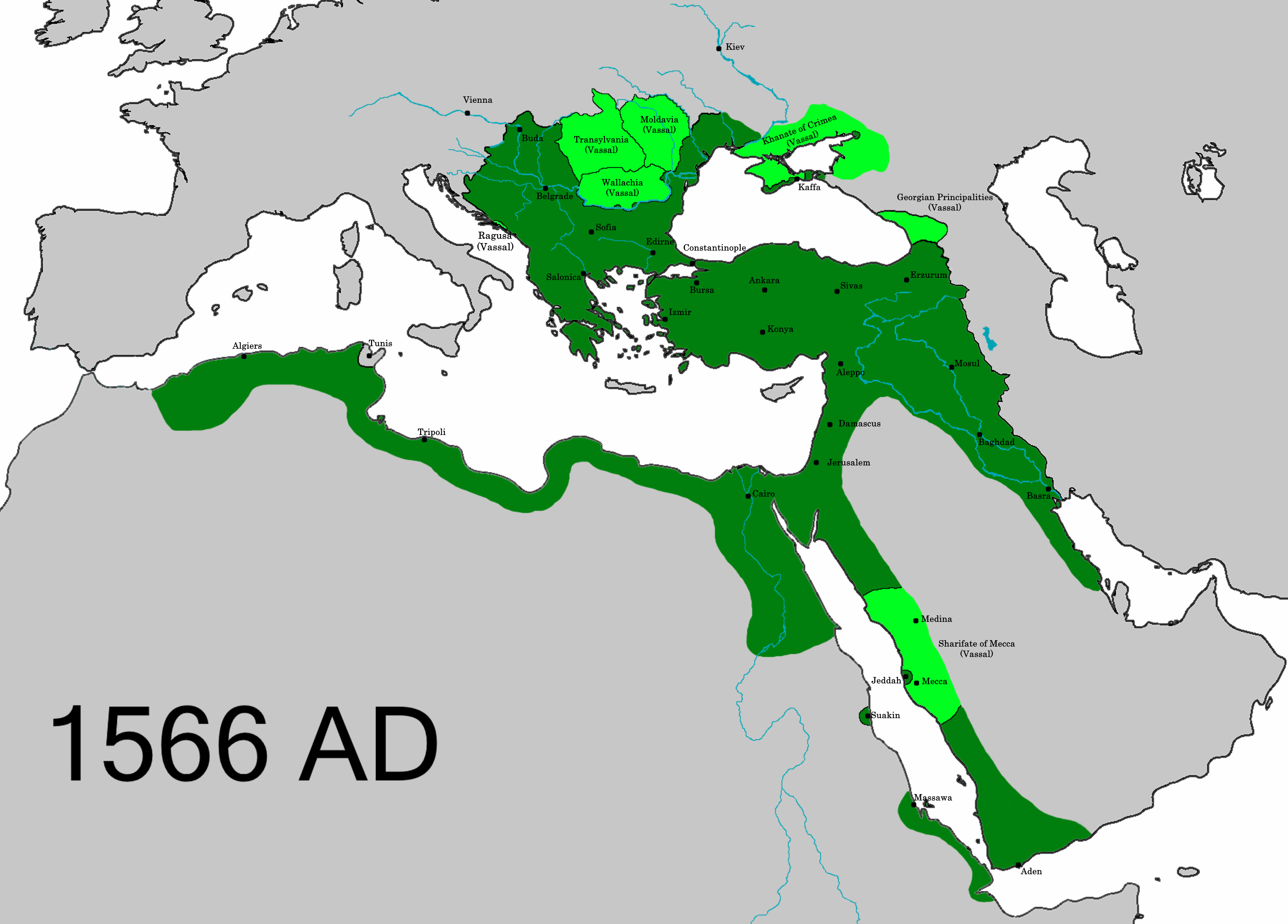
الدولة العثمانية في أقصى امتداد لها في الشرق لأوسط.

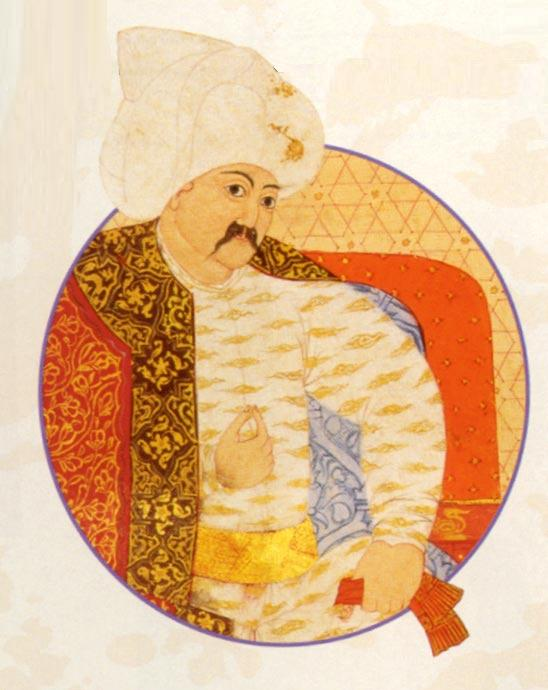
ضم سليم الأول الشرق الأوسط إلى الحكم العثماني.

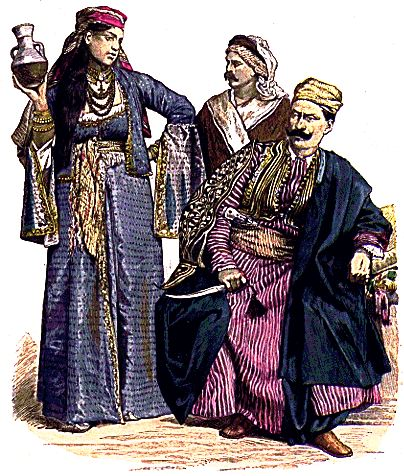
لباس السكان المحليين في الشرق الأوسط أواخر الحكم العثماني.

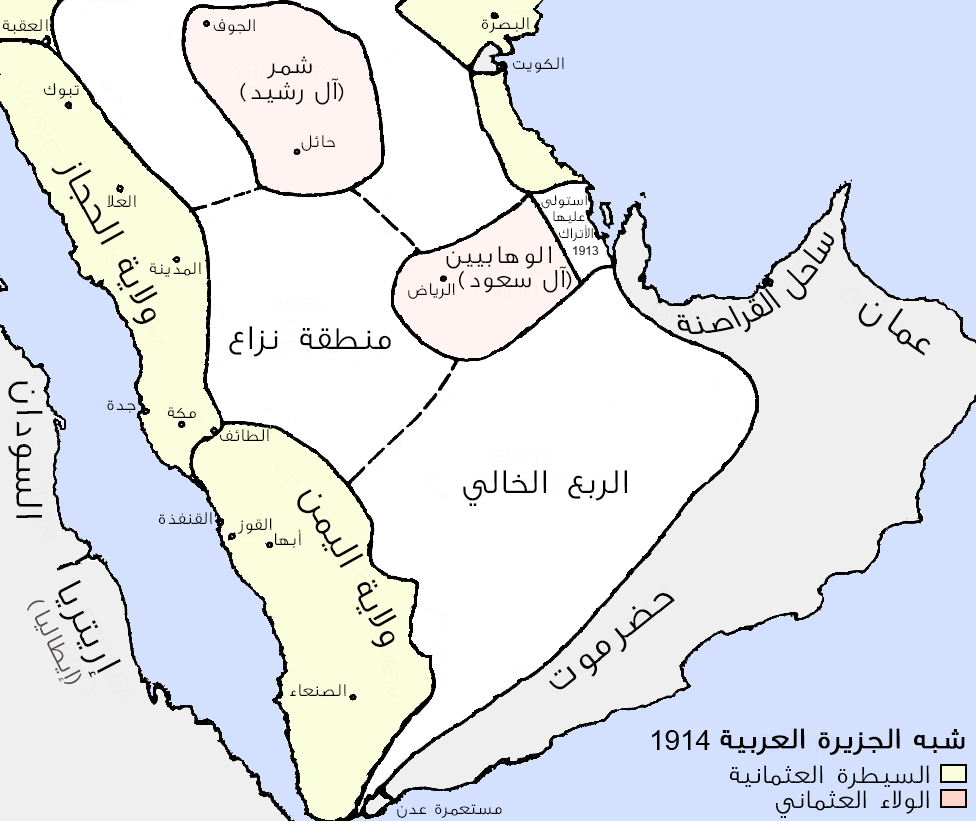
خريطة الشرق الأوسط العثماني 1890–1914. (ولاية الحجاز وولاية اليمن) وجبل شمر ومحمية عدن وإمارة نجد والاحساء وحضرموت.

نشأت قوة جديدة في غرب الأناضول بحلول أوائل القرن الخامس عشر وهي الدولة العثمانية أو الخانية العثمانية الذين استولوا على القسطنطينة العاصمة البيزنطية المسيحية سنة 1453 وجعلوا أنفسهم سلاطين. وقد وقف المماليك حاجزا أمام العثمانيين فمنعوهم من الإستيلاء على الشرق الأوسط لمدة قرن، ولكن في 1514 بدأ سليم الأول الفتح العثماني المنهجي للمنطقة. فاحتل سوريا سنة 1516 ومصر سنة 1517م، فانهى الحكم المملوكي. ثم دخل العثمانيون العراق بعد 40 عاما من احتلال الصفويين لها، الذين كانوا خلفاء لقبيلة آق قويونلو.
قام العثمانيون بتوحيد المنطقة بأكملها تحت حكم واحد لأول مرة منذ عهد الخلفاء العباسيين في القرن العاشر، وظلوا يسيطرون عليها لمدة 400 عام، على الرغم من فترات التداخل القصيرة التي أنشأها الصفويون الإيرانيون والأفشاريون. وخلال تلك المدة احتفظ العثمانيون باليونان والبلقان ومعظم المجر، مما وضع شمال نهر الدانوب الحد الجديد بين الشرق والغرب.
وفي الغرب توسعت أوروبا بسرعة ديموغرافيًا واقتصاديًا وثقافيًا. وبحلول 1700 طُرِد العثمانيون من المجر. ولكن لاتزال هناك مناطق في أوروبا تخضع للعثمانيين مثل ألبانيا والبوسنة اللتان شهدتا التحول إلى الإسلام. وقد خسر العثمانيون بدءا من 1768 إلى 1918 الأراضي تدريجيا. بحلول القرن التاسع عشر تغلبت أوروبا على العالم الإسلامي من حيث الثروة والسكان والأهم من ذلك التكنولوجيا. غذت الثورة الصناعية طفرة وضعت الأسس لنمو الرأسمالية. وخلال القرن التاسع عشر أعلنت اليونان وصربيا ورومانيا وبلغاريا استقلالهم، وأصبحت الإمبراطورية العثمانية تعرف باسم «رجل أوروبا المريض» بسبب السيطرة المالية المتزايدة للقوى الأوروبية. فسرعان ماتحولت الهيمنة إلى احتلال مباشر: ضم الفرنسيون الجزائر سنة 1830 وتونس سنة 1878 واحتلت بريطانيا مصر في 1882 وإن ظلت تحت السيادة العثمانية الاسمية. في حروب البلقان في 1912-1913 طرد العثمانيون من أوروبا تماماً باستثناء مدينة اسطنبول ومناطقها الداخلية.
كما أرسى البريطانيون سيطرة فعالة على الخليج العربي، ووسع الفرنسيون نفوذهم في لبنان وسوريا. وفي سنة 1912 استولى الإيطاليون على ليبيا وجزر دوديكانيسيا قبالة سواحل الأناضول قلب الدولة العثمانية. فتحول العثمانيون إلى ألمانيا لحمايتهم من القوى الغربية، ولكن النتيجة كانت زيادة الاعتماد المالي والعسكري على ألمانيا.

#### محاولات الإصلاح العثمانية
حاول حكام الشرق الأوسط أواخر القرن 19 وأوائل القرن 20 تحديث دولهم للتنافس أكثر مع أوروبا. ففي الدولة العثمانية أعادت إصلاح التنظيمات تفعيل الحكم العثماني وعززها العثمانيين الشباب أواخر القرن 19، مما أدى إلى العصر الدستوري الأول في الدولة التي شملت كتابة دستور 1876 وإنشاء المجلس العمومي العثماني. سعى دعاة ثورة 1906 الفارسية إلى استيراد نسخ من النموذج الغربي للحكم الدستوري والقانون المدني والتعليم العلماني والتنمية الصناعية إلى بلدانهم. فأنشئت سكك الحديد وخطوط التلغراف في جميع أنحاء المنطقة، وفتحت المدارس والجامعات النظامية، وظهرت طبقة جديدة من ضباط الجيش والمحامين والمدرسين والإداريين تحديًا للقيادة التقليدية للعلماء المسلمين.
انتهت التجربة الدستورية العثمانية الأولى بعد وقت قصير من بدايتها، حيث أن السلطان الأوتوقراطي عبد الحميد الثاني ألغى البرلمان والدستور لصالح حكمه الشخصي. فحكم بمرسوم طوال السنوات الثلاثين التالية، مما أثار استياء الديمقراطيين. فظهرت حركة إصلاحية معروفة باسم تركيا الفتاة في تسعينيات القرن 19 ضد حكمه. فاستولى حزب تركيا الفتاة على السلطة في 1908 في اعقاب ثورتهم وأقاموا المرحلة الدستورية الثانية، مما أدى إلى أول انتخابات تعددية في سنة 1908 [الإنجليزية]. وانقسمت تركيا الفتاة إلى حزبين، حزب مؤيد لألمانيا ولمركزية جمعية الاتحاد والترقي وحزب الحرية والوفاق الموالي لبريطانيا واللامركزية. كان الأول بقيادة زوج طموح من ضباط الجيش إسماعيل إنور بك (لاحقاً باشا) وأحمد جمال باشا ومحامي المتشدد محمد طلعت بك (لاحقاً باشا). بعد صراع على السلطة بين حزبي تركيا الفتاة انتصرت الجمعية وحكم الباشاوات الثلاثة، وشغل طلعت باشا منصب الصدر الأعظم وإسماعيل إنور باشا وزير الحربية، وأنشأ برنامج تحديث تموله ألمانيا في جميع أنحاء الإمبراطورية.
تحالف إنور باشا مع ألمانيا والتي اعتبرها القوة العسكرية الأكثر تطوراً في أوروبا، بعد التهديد المباشر من بريطانيا بأن على الحكومة الإذعان لطلبها بتسليم مدينة أدرنة إلى بلغاريا. بعد خسارتها حرب البلقان الأولى، التي رآها الأتراك خيانة من بريطانيا، والتي خسرت بمطالبها تلك دعم الأتراك، حيث قمع حزب الحرية والوفاق المؤيد لبريطانيا لحساب جمعية الاتحاد والترقي الموالي لألمانيا، وعلى حد تعبير أنور باشا:«نسلم البلد للعدو بشكل مخجل» (بريطانيا) بعد الموافقة على مطالب بالتخلي عن أدرنة.

## الشرق الأوسط الحديث

### آخر سنوات الدولة العثمانية

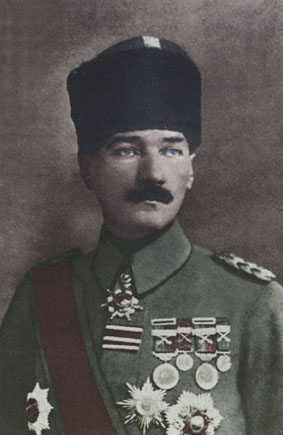
مصطفى كمال أتاتورك كان قائدا عثمانيًا ثم أصبح مؤسس تركيا الحديثة

بعد اتفاقية قبرص سنة 1878 استولت المملكة المتحدة على الجزيرة من العثمانيين واعتبرتها محمية. فرحب القبارصة في البداية بالحكم البريطاني آملين أن يحققوا تدريجيا الرخاء والديمقراطية والتحرير الوطني. ولكن سرعان ما أصبحوا محبطين بسبب فرض البريطانيون ضرائب باهظة لتغطية التعويضات التي دفعوها للسلطان من أجل التنازل عن قبرص لهم. وعلاوة على ذلك لم يُمنح الشعب الحق في المشاركة في إدارة الجزيرة، حيث أن جميع السلطات بيد المفوضية السامية ولندن. وفرضت على الجزيرة القوانين الست التي أنشأتها بالسابق حكومة اللورد ليفربول سنة 1819 من إقامة رقابة صحفية وحظر الأحزاب السياسية (الحزب الشيوعي بشكل رئيسي)، وحل الانتخابات البلدية، فضلا عن التحكم بالنقابات ومنع اجتماع أكثر من خمسة أفراد.
وفي الوقت نفسه أدى سقوط الدولة العثمانية ومحاولة قوات الحلفاء تقسيم الأناضول إلى مقاومة السكان الأتراك بقيادة الحركة التركية الوطنية التي تزعمها مصطفى كمال أتاتورك، فانتصر الأتراك ضد القوى الغازية في حرب الاستقلال التركية وتأسست الجمهورية التركية الحديثة سنة 1923. وبصفته أول رئيس لتركيا فقد شرع أتاتورك في برنامج التحديث والعلمنة. فألغى الخلافة وتحرير المرأة وفرض اللباس الغربي واستخدم الأبجدية التركية الجديدة القائمة على الحروف اللاتينية بدلا من الأبجدية العربية، وألغى المحاكم الإسلامية. في الواقع بعد أن تخلت تركيا عن الحكم على العالم العربي بدأت مصممة على الانفصال من الشرق الأوسط وتصبح جزءًا ثقافيًا من أوروبا.
أما نقطة تحول الأخرى التي حدثت في الشرق الأوسط فكان اكتشاف النفط، بدأ أولاً في إيران (1908) وبعد ذلك في المملكة العربية السعودية (1938) بالإضافة إلى دول الخليج العربي الأخرى وليبيا والجزائر. لقد تبين أن الشرق الأوسط يمتلك أكبر احتياطي من النفط الخام يسهل الوصول إليه في العالم، وهو أهم سلعة في القرن العشرين. في الوقت الذي قامت فيه شركات النفط الغربية بضخ وتصدير كل هذا تقريبا لتغذية صناعة السيارات التي تشهد توسعا سريعا بين التطورات الأخرى، أصبح ملوك وأمراء الدول النفطية أغنياء، مما سمح لهم بتثبيت قبضتهم على السلطة وأخذهم حصة للمحافظة على هيمنة الغرب على المنطقة.
أدى الاعتماد الغربي على نفط الشرق الأوسط وتراجع النفوذ البريطاني إلى اهتمام أمريكي متزايد بالمنطقة. في البداية فرضت شركات النفط الغربية هيمنة على إنتاج النفط واستخراجه. ولكن تحركات حكومات المنطقة في تأميم أصولها النفطية ومشاركة الشعوب بالنفط، ووصول أوبك ضمنت حدوث تحول في ميزان القوى لصالح الدول النفطية العربية. كما كان للثروة النفطية تأثير في خنق أي إصلاح اقتصادي أو سياسي أو اجتماعي ربما يظهر في العالم العربي متأثرا بالثورة الكمالية في تركيا.

### الحرب العالمية الأولى
بدءا من سنة 1914 قاد أنور باشا الدولة العثمانية أن تخطو خطوة قاتلة بتحالفها مع ألمانيا والنمسا والمجر في الحرب العالمية الأولى ضد بريطانيا وفرنسا. فرأى الإنجليز أن العثمانيون هم الحلقة الضعيفة في تحالف العدو، فركزوا على طردهم من الحرب. ولكن عندما فشلت حملتهم في غاليبولي في 1915 لجأوا إلى إثارة الثورة في المناطق العثمانية مستغلين قوة الصحوة القوميات العربية والأرمينية والآشورية ضد العثمانيين. ثم وجد البريطانيون في الشريف حسين حليفاً لهم وهو شريف مكة الذي قاد ثورة عربية ضد الحكم العثماني بعد أن وعدوه بالاستقلال.
بالنهاية انتصر الحلفاء بقيادة بريطانيا في الحرب واستولوا على معظم الأراضي العثمانية، وإن تمكنت تركيا من النجاة بأراضيها الناطقة بالتركية. فالحرب حولت المنطقة من حيث المشاركة البريطانية والفرنسية: فأنشئ نظام الدولة في الشرق الأوسط كما رأينا في تركيا والمملكة العربية السعودية، وظهور سياسة وطنية أكثر صراحة كما في تركيا ومصر. وبدأ النمو السريع في صناعة النفط في الشرق الأوسط.

### هزيمة العثمانيين وتقسيم الشرق الأوسط
عندما انهزم العثمانيون أمام الثورة العربية المدعومة من حملة سيناء وفلسطين البريطانية سنة 1918 لم ينل الثوار العرب على الاستقلال حسب وعود الإنجليز. فوصفها المجاهدون في تلك المرحلة بأنها خيانة أنجلو-فرنسية. حيث أبرمت الحكومتان البريطانية والفرنسية اتفاقية سايكس بيكو السرية لتقسيم الشرق الأوسط بينهما. ثم أعلن البريطانيون عن وعد بلفور سنة 1917 حيث تعهدوا للحركة الصهيونية العالمية بدعمهم في إعادة بناء وطن لليهود في فلسطين.
وعندما غادر العثمانيون الشام أعلن العرب عن المملكة العربية السورية من دمشق، لكنهم كانوا ضعفاء عسكريا واقتصاديا للوقوف أمام القوى الأوروبية لفترة طويلة، وسرعان ما تمكنت بريطانيا وفرنسا من السيطرة على الشرق الأوسط وإعادة ترتيبه ليتناسب مع رغباتهم. فأصبحت سوريا تحت الحماية الفرنسية أو الانتداب في عصبة الأمم. ثم اقتطعت المناطق الساحلية المسيحية لتصبح محمية فرنسية أخرى اسمها لبنان.
ووقع العراق وفلسطين تحت الانتداب البريطاني. فأصبح العراق «مملكة» ونصب فيصل الأول بن الشريف حسين ملكا عليها. حيث ضم أعدادا كبيرة من الأكراد والأشوريين والتركمان. أما فلسطين التي هي تحت الانتداب البريطاني فقد قسمها الإنجليز إلى نصفين. النصف الشرقي من فلسطين وهي إمارة شرق الأردن حيث نصب عليها الأمير عبد الله الابن الآخر للشريف حسين ملكا عليها. أما النصف الغربي من فلسطين فقد وضع تحت الإدارة البريطانية المباشرة. فنسبة اليهود في فلسطين كانت أقل من 8٪ في سنة 1918 إلا أن الحكومة البريطانية سمحت ليهود العالم بحرية الهجرة إليها وشراء الأراضي من أصحاب الأراضي الغائبين، وأقاموا حكومة ظل في انتظار تأسيس نواة دولة تحت حماية الجيش البريطاني الذي قام بقمع الثورة الفلسطينية في 1936. اما الجزيرة العربية فقد سقط معظمها بيد بن سعود حليف بريطانيا. حيث أنشأ عبد العزيز آل سعود المملكة العربية السعودية سنة 1932.

### 1920–1945
خلال عشرينيات وثلاثينيات وأربعينيات القرن العشرين بدأت سوريا ومصر خطواتهما نحو الاستقلال. ففي سنة 1919 نظم سعد زغلول تظاهرات جماهيرية في مصر عرفت باسم ثورة 1919. وبعدها أصبح رئيساً للوزراء. وقد أدى قمع القوات البريطانية لتلك الثورة المناهضة للاستعمار إلى مقتل حوالي 800 شخص. وفي 1920 تعرضت القوات السورية للهزيمة أمام الفرنسيين في معركة ميسلون وسحقت القوات البريطانية الثورة العراقية. وفي 1922 انشئت مملكة مصر المستقلة الاسميا بعد إصدار الحكومة البريطانية للإعلان الأحادي الجانب عن استقلال مصر.
على الرغم من أن مملكة مصر عمليا كانت محايدة خلال الحرب العالمية الثانية، إلا أن القاهرة سرعان ما أصبحت قاعدة عسكرية رئيسية للبريطانيين وأضحت دولة تحت الاحتلال. واعتمد البريطانيون على معاهدة 1936 التي سمحت لهم بنشر قواتهم على الأراضي المصرية لحماية قناة السويس. وفي 1941 أدى انقلاب رشيد عالي الكيلاني في العراق إلى قيام البريطانيين بغزوها. تبع ذلك غزو الحلفاء لسوريا ولبنان والغزو الأنجلو-سوفيتي لإيران.
وفي فلسطين وبعد ان سمحت بريطانيا لليهود بالهجرة إليها فإنها خلقت وضعا لم تتمكن من حله أو تخليص أنفسهم منه بسبب ازدياد العداء بين الفلسطينيين واليهود. وخلق صعود الدكتاتور الألماني أدولف هتلر إلحاحًا بسعي الصهاينة للهجرة إلى فلسطين وإقامة دولة يهودية. وأيضاً كانت الدولة الفلسطينية بديلاً جذاباً للعرب عوضا عن الاستعمار البريطاني أو الفرنسي الواقع حاليا، تحت منطق عدو عدوي صديقي.

### الدول الجديدة بعد الحرب العالمية الثانية
غادر البريطانيون والفرنسيون والسوفييت من عدة أجزاء من الشرق الأوسط أثناء وبعد الحرب العالمية الثانية. حافظت إيران وتركيا والسعودية وإمارات شبه الجزيرة العربية على حدودها. لكن بعد الحرب نالت (أو استعادت) سبع دول في الشرق الأوسط على استقلالها:
- 22 نوفمبر 1943 – لبنان
- 1 يناير 1944 – سوريا
- 22 مايو 1946 – الأردن (انتهاء الانتداب البريطاني)
- 1947 – العراق (خروج القوات البريطانية)
- 1947 – مصر (سحب القوات البريطانية إلى منطقة قناة السويس)
- 1948 – إسرائيل (سحب القوات البريطانية)
- 16 أغسطس 1960 – قبرص

بلغ الصراع بين العرب واليهود في فلسطين ذروته بقرار الأمم المتحدة لتقسيم فلسطين سنة 1947. سعى القرار إلى إنشاء دولة عربية ودولة يهودية منفصلة في الفضاء الضيق بين نهر الأردن والبحر الأبيض المتوسط. قبله القادة اليهود لكن القادة العرب رفضوا الخطة.
وبعد انتهاء الانتداب البريطاني يوم 14 أيار 1948 أعلنت القيادة الصهيونية عن دولة إسرائيل. فاندلعت الحرب العربية الإسرائيلية 1948 مباشرة، وتدخلت جيوش مصر وسوريا وشرق الأردن ولبنان والعراق والسعودية التي هزمتها إسرائيل. ففر حوالي 800,000 فلسطيني من المناطق التي ضمتها إسرائيل وأصبحوا لاجئين في الدول المجاورة مما خلق المشكلة الفلسطينية التي أضرت بالمنطقة منذ ذلك الحين. وكذلك فر أو طرد حوالي ثلثي اليهود العرب وعددهم 758,000-866,000 من البلدان العرب بعد 1948 إلى إسرائيل التي استوعبتهم وجنستهم.
أما قبرص فقد نالت استقلالها عن المملكة المتحدة يوم 16 أغسطس 1960. وانتخب رئيس الأساقفة مكاريوس الثالث وهو زعيم ديني وسياسي يتمتع بشخصية كاريزمية أول رئيس مستقل له وفي عام 1961 أصبح العضو التاسع والتسعين في الأمم المتحدة.

### الدول الحديثة
شكلت ثلاثة أشياء مظاهر الشرق الأوسط الحديث: رحيل القوى الأوروبية وتأسيس إسرائيل والأهمية المتزايدة لصناعة النفط. أدت هذه التطورات إلى زيادة المساهمة الأمريكية في الشرق الأوسط. كانت الولايات المتحدة الضامن الأساسي لاستقرار المنطقة فضلاً عن أنها القوة المهيمنة في صناعة النفط منذ الخمسينيات. عندما جلبت الثورات أنظمة راديكالية المعادية للغرب إلى السلطة في مصر (1954) وسوريا (1963) والعراق (1968) وليبيا (1969) وسعى الاتحاد السوفييتي بفتح ساحة جديدة للحرب الباردة فتحالف مع الحكام الاشتراكيون العرب مثل جمال عبد الناصر.
حصلت هذه الأنظمة على دعم شعبي بعد وعودها بتدمير إسرائيل وهزيمة الولايات المتحدة وغيرها من الإمبرياليين الغربيين، وتحقيق الرخاء للجماهير العربية. ولكن عندما انتهت حرب 67 مع إسرائيل بخسارة حاسمة للجانب العربي، اعتبر الكثيرون الهزيمة بمثابة فشل للاشتراكية العربية. مثلت تلك نقطة تحولا عندما بدأ «الإسلام السياسي المسلح يملأ الفراغ الذي نشأ».
وردا على ذلك اضطرت الولايات المتحدة للدفاع عن باقي حلفائها في الشرق الأوسط، وهي الملكيات المحافظة في السعودية والأردن وإيران وإمارات الخليج العربي التي أساليب حكمها لم تكن جذابة في نظر الغرب على عكس الأنظمة التي كانت مناهضة للغرب. أصبحت إيران حليفاً رئيسياً للولايات المتحدة إلى أن قامت الثورة التي أطاحت بالنظام الملكي في 1979 وأنشأت حكومة دينية أكثر معارضة للغرب من الأنظمة العلمانية في العراق وسوريا. أجبر هذا الموقف الولايات المتحدة على توثيق تحالفها مع السعودية. شملت قائمة الحروب العربية الإسرائيلية عددًا كبيرًا من الحروب الكبرى مثل حرب 1948 وحرب 1956 وحرب 67 وحرب الاستنزاف سنة 1970 وحرب اكتوبر 1973 وحرب لبنان 1982 عدا بعض النزاعات الصغيرة.

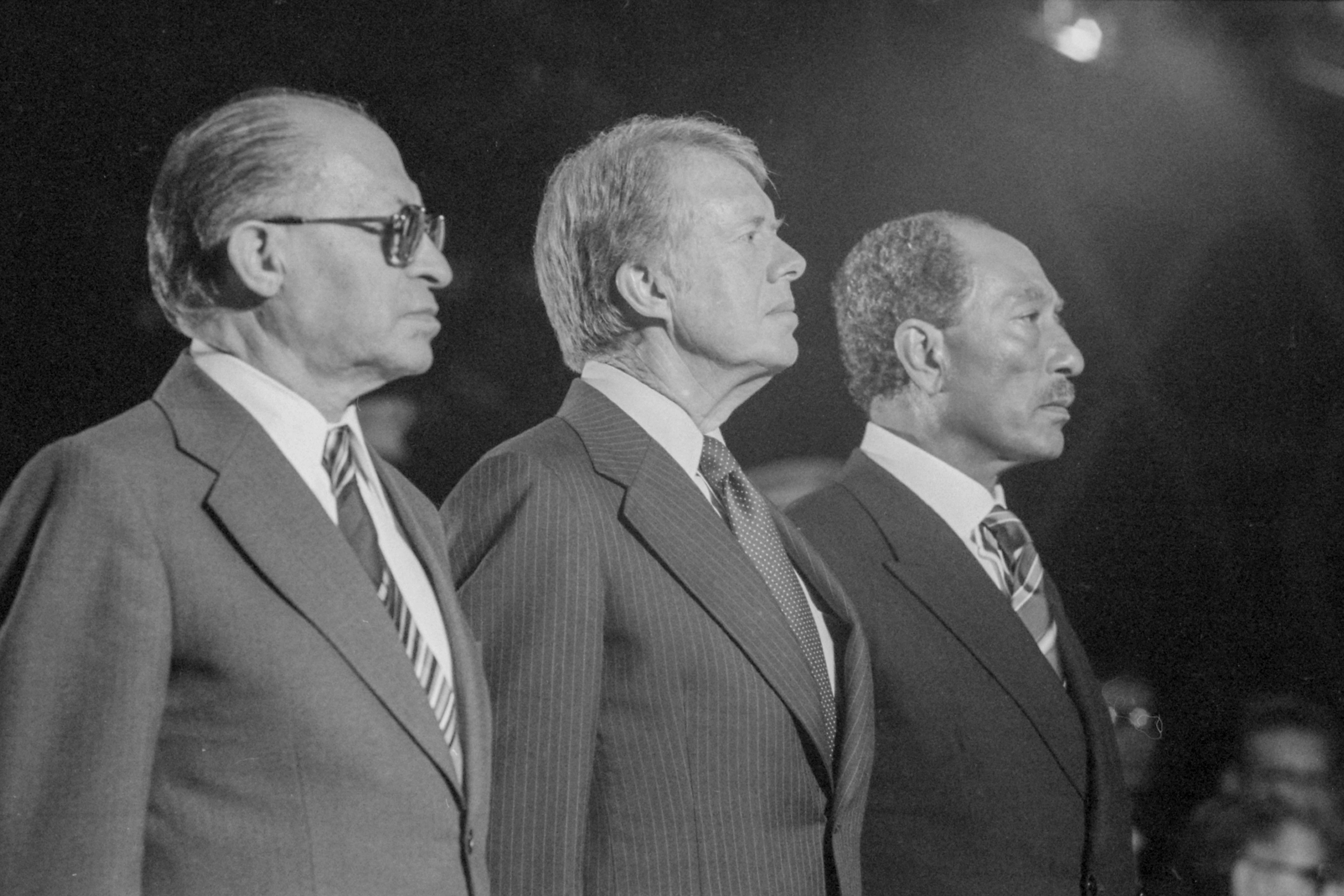
أبرم مناحيم بيغن وجيمي كارتر وأنور السادات معاهدة سلام سنة 1978.

أدى الصراع الناشئ بين القبارصة اليونانيين والقبارصة الأتراك في مستعمرة قبرص البريطانية في سنوات 1963 و 1974 إلى عنف قبرصي بين الطوائف القبرصية تلاه الغزو التركي لقبرص. لا يزال النزاع القبرصي دون حل.
في منتصف الستينات من القرن الماضي استولى حزب البعث العربي الاشتراكي بقيادة ميشيل عفلق وصلاح الدين البيطار على السلطة في كل من العراق وسوريا. حكم العراق أولاً أحمد حسن البكر، ثم خلفه صدام حسين سنة 1979. وحكمت سوريا أولًا لجنة عسكرية قادها صلاح جديد ثم حافظ الأسد حتى سنة 2000 عندما خلفه ابنه بشار الأسد.
أبرمت مصر في ظل حكم أنور السادات معاهدة سلام مع إسرائيل سنة 1979، منهية آفاق وجود جبهة عسكرية عربية موحدة. ومنذ السبعينيات لجأ الفلسطينيون بقيادة منظمة التحرير الفلسطينية التابعة لياسر عرفات إلى حملة طويلة من العنف والعنف المتبادل مع إسرائيل وضد أهداف أمريكية وإسرائيلية وغربية، لتكون وسيلة لإضعاف العزم الإسرائيلي وتقويض الدعم الغربي لإسرائيل. تم دعم الفلسطينيين في هذا بدرجات متفاوتة من الأنظمة الحاكمة في سوريا وليبيا وإيران والعراق. جاء الهدف الرئيسي من هذه الحملة في قرار الجمعية العامة للأمم المتحدة 3379 لسنة 1975 والذي أدان الصهيونية بأنها شكل من أشكال العنصرية والاستقبال الذي قدمته الجمعية العامة للأمم المتحدة إلى عرفات. تم إلغاء القرار 3379 في سنة 1991 بموجب قرار الجمعية العامة للأمم المتحدة رقم 4686.
وظهرت العديد من الأحداث المحمومة في أواخر السبعينيات في الشرق الأوسط، حيث الحرب العراقية الايرانية كانت مؤججة بين إيران والعراق المجاورتين. فالحرب التي بدأها العراق غزا فيها اقليم الاحواز الإيراني سنة 1980 بناء على مافرضته الفوضى في الدولة المجاورة بسبب الثورة الإسلامية 1979، ولكن تحول الغزو إلى مأزق بوجود مئات الآلاف من القتلى كلا الجانبين.
كان لتفكك الاتحاد السوفيتي وانهيار الشيوعية في أوائل التسعينات عواقب عديدة بالنسبة للشرق الأوسط. حيث تمكن أعداد كبيرة من اليهود السوفييت بالهجرة من روسيا وأوكرانيا إلى إسرائيل، فزاد ذلك من قوة الدولة اليهودية. فانقطع أسهل مصدر للائتمان والتسليح والدعم الدبلوماسي للأنظمة العربية المعادية للغرب مما أضعف موقفها. وانفتح آفاق النفط الرخيص من روسيا، مما أدى إلى انخفاض أسعار النفط وخفض اعتماد الغرب على النفط من الدول العربية. فقد اثبت خطأ نموذج التنمية من خلال اشتراكية الدولة الاستبدادية، التي اتبعتها مصر (تحت حكم ناصر) والجزائر وسورية والعراق منذ الستينيات، تقطعت سبل تلك الأنظمة سياسياً واقتصادياً. اعتمد الحكام مثل صدام حسين اعتمادا قويا على القومية العربية ليكون بديلا للاشتراكية.
قاد صدام حسين العراق إلى حرب طويلة ومكلفة مع إيران من 1980 إلى 1988، ثم غزوه للكويت سنة 1990. فقد كانت الكويت جزءًا من ولاية البصرة العثمانية قبل 1918، مع أن العراق اعترف باستقلال الكويت سنة 1961. رداً على ذلك شكلت الولايات المتحدة تحالفًا مع السعودية ومصر وسوريا، وحصلت على موافقة الأمم المتحدة، وطردت العراق من الكويت بالقوة في حرب الخليج. إلا أن الرئيس جورج بوش لم يحاول إطاحة بصدام حسين. من نتائج حرب الخليج وجود عسكري أمريكي دائم في الخليج العربي وخاصة في السعودية، وعد ذلك إساءة إلى العديد من المسلمين وكان سببا ذكره أسامة بن لادن بأنه مبرر لهجمات 11 سبتمبر.

### عقد 1990–حاليا

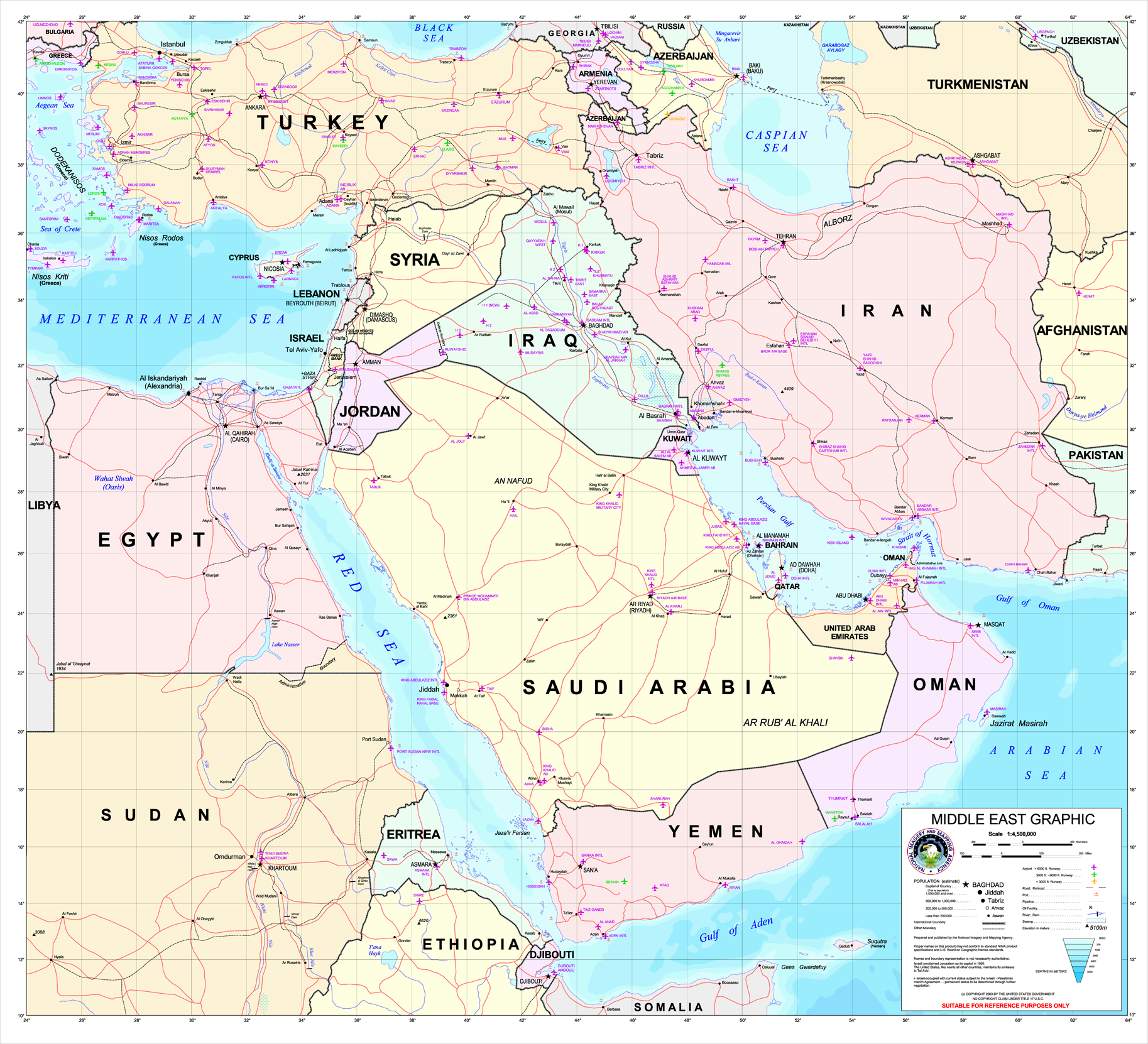
خريطة الشرق الأوسط (2003)

لم يتأثر الشرق الأوسط سياسيا بتفكك الاتحاد السوفيتي كما حدث عالميا من تغيير في الحكم في أوروبا الشرقية وأمريكا اللاتينية وشرق آسيا وأجزاء من أفريقيا. لايوجد ديموقراطيات في المنطقة كلها عدا إسرائيل وتركيا وإلى حد ما لبنان. كان لدى بعض البلدان هيئات تشريعية، ولكن تلك الأجهزة لا تتمتع إلا بالقليل من السلطة. ولا يتمكن سكان دول الخليج من التصويت لأن غالبيتهم هم عمال زائرين أكثر من المواطنين.
في معظم بلدان الشرق الأوسط، كان نمو اقتصادات السوق محدودة بسبب القيود السياسية والفساد والمحسوبية والإفراط في الإنفاق على مشاريع السلاح والمظاهر والإفراط في الاعتماد على عائدات النفط. كانت الاقتصادات الناجحة هي البلدان التي لديها ثروة نفطية ومجموعات سكانية منخفضة مثل قطر والبحرين والكويت والإمارات العربية المتحدة، حيث سمح الأمراء الحاكمون ببعض التحرر السياسي والاجتماعي، ولكن دون التخلي عن سلطتهم. كما أعاد لبنان بناء اقتصاد ناجح بعد حرب أهلية طويلة في الثمانينيات.
مع بداية القرن الحادي والعشرين كثفت كل تلك العوامل السابقة من حدة الصراع في الشرق الأوسط، مما أثر على العالم بأسره. ففشل محاولة بيل كلينتون للتوصل إلى اتفاق سلام بين إسرائيل وفلسطين في قمة كامب ديفيد سنة 2000 أدى مباشرة إلى انتخاب آرييل شارون ليكون رئيسًا لوزراء إسرائيل والانتفاضة الثانية التي نفذت تفجيرات انتحارية ضد الإسرائيليين. كان هذا أول تفجر رئيسي للعنف منذ اتفاق أوسلو للسلام سنة 1993.
وفي الوقت نفسه أدى إخفاق معظم الحكومات العربية وإفلاس الراديكالية العلمانية العربية إلى قيام شريحة من العرب المتعلمين (وغيرهم من المسلمين) باعتناق الإسلاموية. لقد حصل العديد من الإسلاميين المتشددين على تدريبهم العسكري أثناء قتالهم القوات السوفيتية في أفغانستان. وقد مولت الولايات المتحدة العديد من المجاهدين الأفغان -على الرغم من عدم وجود أي من المتطوعين العرب- تحت بند عملية الإعصار وهو جزء من عقيدة ريجان، وعدت تلك العملية إحدى أطول عمليات CIA السرية وأكثرها كلفة على الإطلاق.
أحد هؤلاء العرب المتشددين الثري السعودي أسامة بن لادن. بعد قتاله السوفييت في أفغانستان في ثمانينيات القرن العشرين شكَّل تنظيم القاعدة المسؤولة عن تفجير سفارات الولايات المتحدة 1998 وتفجير يو إس إس كول. وأدت هجمات 11 سبتمبر إدارة جورج دبليو بوش لغزو أفغانستان سنة 2001 للإطاحة بنظام طالبان الذي يؤوي بن لادن والقاعدة. وصفت الولايات المتحدة وحلفاؤها هذه العملية بأنها جزء من الحرب على الإرهاب العالمية.
في عام 2002، وضع وزير الدفاع الأمريكي دونالد رامسفيلد خطة لغزو العراق وإخراج صدام من السلطة بنية تحويل العراق إلى دولة ديمقراطية ذات اقتصاد السوق الحرة، حيث كانوا يأملون أن تكون نموذجا لباقي دول الشرق الأوسط. لم تتمكن الولايات المتحدة وحلفاؤها الرئيسيون -بريطانيا وإيطاليا وإسبانيا وأستراليا- من الحصول على موافقة الأمم المتحدة لتنفيذ العديد من قرارات الأمم المتحدة، لذا فقد شنوا غزوًا للعراق وأطاحوا بصدام دون صعوبة كبيرة في أبريل 2003.
لقد شكل ظهور جيش احتلال غربي جديد في عاصمة شرق أوسطية نقطة تحول في تاريخ المنطقة. على الرغم من الانتخابات الناجحة (التي قاطعتها أجزاء كبيرة من السكان السنة في العراق) التي جرت في يناير 2005، فإن معظم العراق قد تفكك بسبب التمرد الذي نشأ بعد الحرب والذي تحول إلى عنف عرقي مستمر لم يكن الجيش الأمريكي قادراً على تهدئته في البداية. فر العديد من النخبة الفكرية والتجارية في العراق من البلاد، وأصبح العديد من العراقيين لاجئين بسبب الفوضى، مما زاد من زعزعة استقرار المنطقة. كانت الزيادة السريعة في القوات الأمريكية في العراق ناجحة إلى حد كبير في السيطرة على التمرد واستقرار البلاد. ثم انسحبت القوات الأمريكية من العراق بحلول ديسمبر 2011.
بحلول 2005 توقف مشروع خارطة طريق السلام للرئيس جورج دبليو بوش بين إسرائيل والفلسطينيين، على الرغم من أن هذا الوضع قد بدأ يتغير مع وفاة ياسر عرفات سنة 2004. وردا على ذلك تحركت إسرائيل بحل أحادي الجانب، ودفعت باتجاه بناء الجدار الإسرائيلي في الضفة الغربية لحماية إسرائيل من الانتحاريين الفلسطينيين وكذلك الانسحاب الأحادي من غزة. وكان الجدار بعد الانتهاء منه بمثابة ضم واقعي لبعض مناطق الضفة الغربية إلى إسرائيل. وفي سنة 2006 اندلع صراع جديد بين إسرائيل وميليشيا حزب الله في جنوب لبنان مما أدى إلى تراجع أي «آفاق للسلام».
وفي أوائل 2010 جاءت موجة ثورية عرفت باسم الربيع العربي فقامت احتجاجات كبيرة وانتفاضات وثورات في العديد من دول الشرق الأوسط، أعقبتها حروب أهلية مطولة في سوريا والعراق واليمن وليبيا. وتمكنت الدولة الإسلامية في 2014 من تحقيق مكاسب إقليمية سريعة في غرب العراق وشرق سوريا بلغ السكان في ذروة مناطقها حوالي 2.8 إلى 8 ملايين شخص، تم فقد 98٪ منها بحلول ديسمبر 2017 بعد تدخل عسكري دولي.